# Joué-sur-Erdre
Joué-sur-Erdre, en gallo Jóae (ELG), Jouë (ABCD et MOGA) ou Joueu (MOGA), est une commune du canton de Nort-sur-Erdre, dans le département de la Loire-Atlantique, en région Pays de la Loire, en France. Le village fait partie du pays d'Ancenis et se trouve à la frontière de la Mée (lui-même au sein du pays nantais et de la Bretagne historique). Elle se trouve à environ 32,4 km au nord de la ville de Nantes et à 25 km au sud de Châteaubriant.
La population jovéenne, stabilisée aux environs de deux mille habitants depuis plus d'un siècle, dispose de peu de services et activités secondaires et tertiaires. Joué-sur-Erdre est un village qui a toujours été à orientation agricole, même s'il tend peu à peu à accueillir des résidences.

## Géographie

### Situation

#### Localisation
Joué-sur-Erdre est situé à 30 km au nord-est de Nantes, 25 km au nord-ouest d'Ancenis et 25 km au sud de Châteaubriant.
Plus précisément, la commune se trouve dans l'arrondissement d'Ancenis et dans ce dernier, au sein du canton de Nort-sur-Erdre. Avant 2015, la commune faisait partie du canton de Riaillé.

#### Communes limitrophes
Les communes limitrophes sont les suivantes :

### Relief
Le relief est relativement plat, accentué par la présence de quelques collines entre lesquelles serpente l'Erdre qui s'écoule vers le sud-ouest formant un léger creux.
La commune s'étend entre 7 (au niveau de l'Erdre) et 66 mètres d'altitude. L'altitude moyenne est de 37 mètres.
Le sol est, comme dans le bocage angevin, principalement limoneux, ce qui représente 85 % des sols, et de limon sur argile (10 % de la surface).

### Géologie
Le sol est composé de micro-granulites schisteuses, présents dans l'ensemble du bassin d'Ancenis. Ces roches sont accompagnées, à Joué-sur-Erdre, de schistes et grès sériciteux.
Deux carrières sont indiquées dans une délibération du Conseil communal du 3 décembre 1911 : la carrière de la Roche-du-Chêne et la carrière de la Malmandière.

### Hydrographie
La commune est traversée par l'Erdre et l'Isac. Parmi les cours d'eau mineurs se trouvent aussi le Baillou qui s'écoule parallèlement au canal, le ruisseau du Gouard, et le ruisseau Belloutières qui se jette dans l'Erdre. Le ruisseau de la Vallée est sa frontière avec le nord de Trans-sur-Erdre.
Le lac de Vioreau fut agrandi en 1835 pour atteindre 200 ha tandis que les étangs du Pas Chevreuil et de la Vallée furent asséchés au XIXe siècle. Avant cela, l'ensemble couvrait une superficie d'environ 85 hectares.

### Climat
Pour des articles plus généraux, voir Climat des Pays de la Loire et Climat de la Loire-Atlantique.
En 2010, le climat de la commune est de type climat océanique franc, selon une étude du CNRS s'appuyant sur une série de données couvrant la période 1971-2000. En 2020, Météo-France publie une typologie des climats de la France métropolitaine dans laquelle la commune est exposée à un climat océanique et est dans la région climatique  Bretagne orientale et méridionale, Pays nantais, Vendée, caractérisée par une faible pluviométrie en été et une bonne insolation.
Pour la période 1971-2000, la température annuelle moyenne est de 12 °C, avec une amplitude thermique annuelle de 13,7 °C. Le cumul annuel moyen de précipitations est de 775 mm, avec 11,9 jours de précipitations en janvier et 6,3 jours en juillet. Pour la période 1991-2020, la température moyenne annuelle observée sur la station météorologique de Météo-France la plus proche, sur la commune de Nort-sur-Erdre à 8 km à vol d'oiseau, est de 12,4 °C et le cumul annuel moyen de précipitations est de 760,4 mm,. Pour l'avenir, les paramètres climatiques de la commune estimés pour 2050 selon différents scénarios d'émission de gaz à effet de serre sont consultables sur un site dédié publié par Météo-France en novembre 2022.

## Urbanisme

### Typologie
Au 1er janvier 2024, Joué-sur-Erdre est catégorisée commune rurale à habitat dispersé, selon la nouvelle grille communale de densité à sept niveaux définie par l'Insee en 2022.
Elle est située hors unité urbaine. Par ailleurs la commune fait partie de l'aire d'attraction de Nantes, dont elle est une commune de la couronne,. Cette aire, qui regroupe 116 communes, est catégorisée dans les aires de 700 000 habitants ou plus (hors Paris),.

#### Morphologie urbaine
La commune est composée d'un bourg principal et d'autres lieux-dits, hameaux et écarts listés ci-dessous :
- Allon
- Beau-Soleil
- Bellevue
- Bimboire
- Boursicaud
- Bry
- Bry Gautier
- Château de la Chauvelière
- Choiseau
- Franchaud
- l'Auvinière
- l'Écotais
- l'Hordonnière
- l'Isle
- l'Orgerais
- l'Ouche
- la Basse Sauvagère
- la Bolinière
- la Boustière
- la Braudrière
- la Butte
- la Case
- la Cassière
- la Close
- la Concorderie
- la Corbinerie
- la Cormerais
- la Cornilleterie
- la Cour de la Haye
- la Croix Forget
- la Déhouzerie
- la Demenure
- la Fortinière d'Erdre
- la Fortinière des Landes
- la Freulière
- la Fumerie
- la Gicquelière
- la Gouderie
- la Guinaudière
- la Haie Porcher
- la Haie-de-Thély
- la Haudinière
- la Haute Boustière
- la Haute Sauvagère
- la Haute Tissonière
- la Haute-Folie
- la Haye[Note 2]
- la Haye[Note 2]
- la Herse
- la Jalletière
- la Lande
- la Malmandière
- la Mare
- la Mélatais
- la Mercerie
- Mouzinière[Note 3]
- la Mulonnière
- la Nantaiserie
- la Noue
- la Noulière
- la Pavillon
- la Roche
- la Romeraye
- la Tissonière
- la Vallée
- Langerais
- le Bas Rouvray
- le Bas-Ray
- le Bois
- le Bois Jean
- le Bois Rideau
- le Breil
- le Brossais
- le Champ des Bois
- le Cheminet
- le Chêne de la Haye
- le Cormier Raimbaud
- le Garais
- le Gatz
- le Gros-Beil
- le Haut Bois
- le Haut Rouvray
- le Haut Vioreau
- le Jarrier
- le Launay
- le Marais
- le Mortray
- le Moulin de Bel-Air
- le Pavois
- le Plessis
- le Poirier vert
- le Pré de l'Isle
- le Roti
- le Tertre
- le Verger
- le Vieil-Essart
- les Ajots
- les Auberdières
- les Belloutières
- les Bois Touchas
- les Bondies
- les Boufetières
- les Champs blancs
- les Defas
- les Douves
- les Écobuts
- les Friches
- les Huctières
- les Jarretière
- les Landes
- les Martinières
- les Moulins
- les Moulins de Bellevue
- les Raudières
- les Ronderais
- les Varennes[Note 4]
- les Varennes[Note 4]
- Lorière
- Lucinière
- Notre-Dame-des-Langueurs
- Pas de la Musse
- Rouelle
- Rouylle
- Saint-Jean-Baptistes des Landes
- Saint-Joseph
- Saint-Joseph-du-Chêne
- Saint-Léger
- Saint-Michel
- Sainte-Pauline
- Saite-Marie
- Thély
- Vioreau

Lors d'une réunion du conseil municipal en date du 12 février 1905 a été traitée la question d'un partage du village de Notre-Dame des Langueurs en plusieurs villages. La population d'alors s'élevait dans ce village à 650 personnes dont 225 électeurs. Le conseil approuva la division et les sections suivantes furent créées :
- la Delongère
- Franchaud
- la Lande porée
- le Poirier vert
- les Fresches
- le Bois-Monnet
- les Bondies
- l'Écotais
- le Moulin du Chateau
- le Gros-Breuil
- Thély
- Langerais
- Notre-Dame des Langueurs
- la Dehouserie
- Vioreau
- la Noue
- le Châtellier
- la Champ des Bois
- la Haie-de-Thély
- le Pavois
- Bellevue
- le Lirais
- la Roche
- la Garais

Plan du bourg principal de Joué-sur-Erdre.
Plan de la Demenure.
Plan de la Mulonnière.
Plan de la Gicquelière.

#### Voies de communication et transports

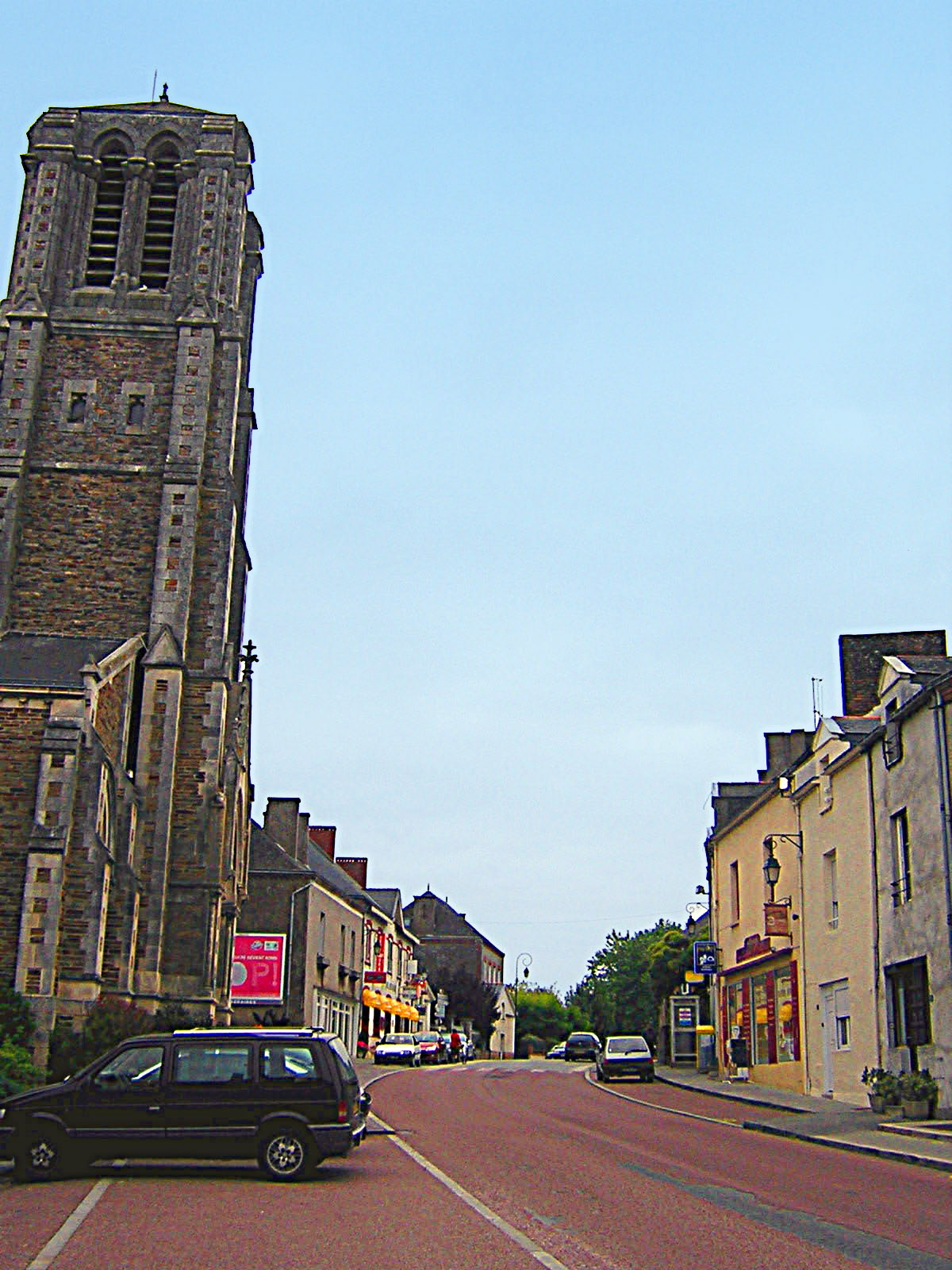
La D 178 traversant Joué.

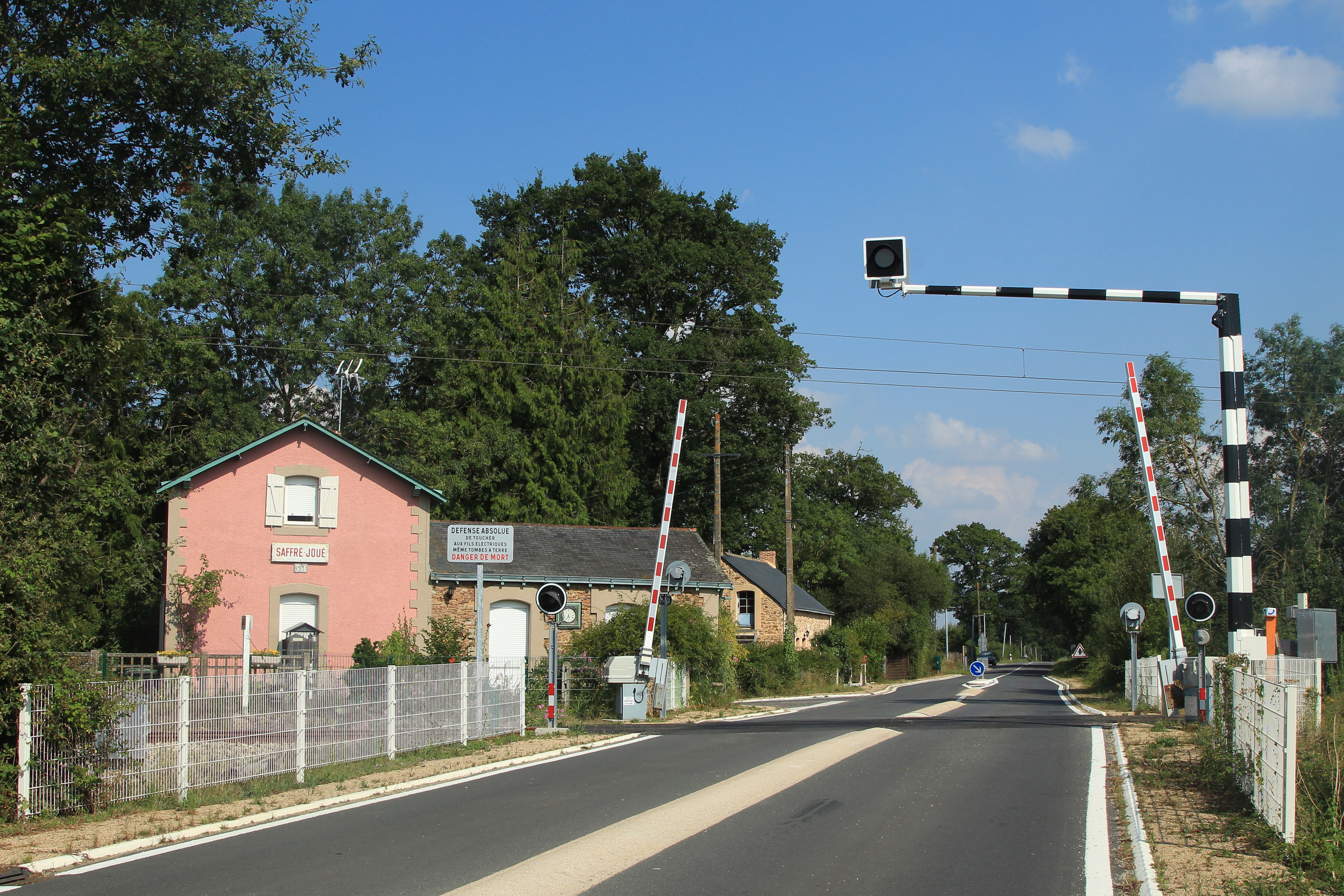
La gare de Saffré-Joué, à Joué-sur-Erdre.

##### Transports routiers
La D 178 traverse Joué-sur-Erdre du nord au sud. La D 33 part de Joué et se dirige vers l'est en direction du bourg de Riaillé. La D 31 relie le bourg de Joué et celui des Touches.

##### Transport ferroviaire
Une voie ferrée traverse l'extrême ouest de la commune de Joué-sur-Erdre au niveau du lieu-dit du Gros-Breil. Auparavant, Joué était desservie par la gare de Saffré - Joué.
Depuis 2013, la commune est traversée par le tram-train de Nantes (sur la ligne Nantes-Châteaubriant). Cependant, la gare de Saffré-Joué n'a pas été rouverte, la commune n'est donc pas desservie. La gare la plus proche est la gare de Nort-sur-Erdre.

##### Transports aériens
L'aérodrome d'Ancenis est la piste la plus proche du bourg de Joué. Cependant, l'aéroport international le plus proche est l’aéroport international Nantes-Atlantique, situé au sud-ouest de Nantes.

#### Logement
L'habitat traditionnel est constitué de murs en moellons et de toitures en ardoise. Les ouvertures sont encadrées de briquettes ou de tuffeau (typiquement angevin) pour les habitations, et de schiste pour les bâtiments utilitaires. Les façades sont soit enduites à la chaux pour les habitations bourgeoises, soit en pierres apparentes.
En 2007, le nombre de logements est évalué à 971. Parmi ceux-ci 79,5 % (soit 773) sont des résidences principales, 10,2 % des résidences secondaires et enfin 10,3 % des logements sont vacants.
| Année                                          | 1968 | 1975 | 1982 | 1990 | 1999 | 2006 | 2007 |
| ---------------------------------------------- | ---- | ---- | ---- | ---- | ---- | ---- | ---- |
| Résidences principales                         | 532  | 523  | 568  | 613  | 669  | 759  | 773  |
| Résidences secondaires, logements occasionnels | 153  | 181  | 146  | 161  | 137  | 97   | 99   |
| Logements vacants                              | 19   | 28   | 29   | 82   | 57   | 98   | 99   |
| Total                                          | 704  | 732  | 743  | 856  | 863  | 954  | 971  |
| Sources des données : Insee                    |      |      |      |      |      |      |      |

De même, la même année, 80,0 % des personnes sont propriétaires et 18,1 sont locataires.
Les logements se répartissent entre maison individuelle et appartement représentant respectivement 96,8 % et 2,6 %. Enfin le parc immobilier se compose de 1,3 % de 1 pièce, 7,6 % de 2 pièces, 18,6 % de 3 pièces, 25,6 % de 4 pièces et 46,9 % de 5 pièces ou plus.

#### Projets d'aménagements: développement éolien
En 2009, la COMPA a confié l'étude d'une zone de développement éolien (ZDE) au Conseil général, lequel a financé un bureau d'études pour sa réalisation. Le dossier élaboré a proposé deux ZDE dans la commune de Joué-sur-Erdre (11 en tout dans la COMPA).
Les onze propositions (donc celles de Joué-sur-Erdre) ont été approuvées par 70 voix et une abstention fin 2010. Puis le conseil municipal a, à son tour, voté, le 14 mars 2011 par 15 voix pour, 1 contre et deux abstentions. La COMPA a alors déposé le dossier à la Préfecture pour qu'il soit instruit par la Direction régionale de l’environnement, de l’aménagement et du logement dans un délai maximum de 6 mois.
Les deux zones validées par le Conseil municipal sont :
- le canal de l'Isac, dans la zone est appelée ZDE Notre Dame des Langueurs Nord. La puissance maximale représenterait 30 mégawatts ;
- le périmètre de La Fortinière d’Erdre – Saint-Jean-Baptiste des Landes– Ruisseau des Belloutières, dans la zone est appelée ZDE Joué-sur-Erdre Sud. La puissance maximale représenterait 24 mégawatts.

## Toponymie
Le nom de la localité est attesté sous la forme latinisée Joseio en 1186,.
La commune portait simplement le nom de Joué. Le déterminant complémentaire sur-Erdre a été adopté par le Conseil municipal le 3 septembre 1846 puis officialisé le 30 mai 1847.
À cause de la rareté des formes anciennes ou de leur caractère peu ancien, les toponymistes comparent avec Joué-en-Charnie (Sarthe, Gaudiaco 1186) ou Joué-Étiau (Maine-et-Loire, Gaudiacus VIe siècle), etc., car ils sont plus riches en mentions anciennes.
Ce nom de lieu est issu du type toponymique gallo-roman Gaudiacu (latinisé en Gaudiacus ou Gaudiacum) formé à partir du nom de personne Gaud[-ius] , signifiant « le bienheureux » (sur gaudia, de gaudium > joie), et du suffixe d'origine gauloise -(i)acum qui indique le lieu ou la propriété.
La terminaison -é est la forme prise par ce suffixe à l'ouest (et correspond à -(i)ac dans la zone frontalière linguistique avec le breton). Joué est donc homonyme des différents Joué de l'extrême sud ouest de la Normandie, de la Touraine, etc., des nombreux Jouy et Gaujac de langue d'oc. Cette explication est reprise par la plupart des toponymistes dont Ernest Nègre.
Le gentilé des habitants de Joué, Jovéen, repose, comme c'est souvent le cas, sur une étymologie latinisante fantaisiste selon laquelle le nom de la paroisse, puis de la commune serait issu du latin Jove, ablatif singulier de la troisième déclinaison du nom latin de Jupiter.
Le déterminant complémentaire, l'hydronyme Erdre a pour plus ancienne forme attestée Erda en 1072. Peut-être s'agit-il d'un hydronyme pré-celtique du type *ered au sens de « couler ».
Le nom gallo de Joué est Jouë, prononcé [ ʒuə] ou [ ʒwœ],.
Le nom de la commune a également été traduit en breton par Yaoued et le gentilé de ses habitants est Yaouedad et Yaouedadez. En breton, l'Erdre se dit Erzh.

## Histoire

### Moyen Âge
Au IXe siècle, afin de contrer les vagues d'invasion normandes, une motte castrale, le curtis alentis (ou « château d'Alon ») est élevée sur les bords escarpés de l'Erdre au lieu-dit d'« Alon », au sud du bourg de Joué,. Il s'agit d'une motte castrale ronde dominant un bras de l'Erdre.
Au début du XIIIe siècle la châtellenie de Vioreau était désigné par le nom de « Joué » en référence au seigneur qui s'y trouvait, Hervé de Joué. Le château, où se sont succédé, jusqu'à la Révolution, les familles Ancenis, Chateaubriand de Dinan, Montfort-Laval, Montmorency, Bourbon Condé, était en fait une des résidences de chasse de ces grands seigneurs. À partir de 1630, le château inhabité, tombe en ruines.
À cette époque, Joué était le cœur de la plus vaste seigneurie de la région nantaise, avec une extension maximale sur près de vingt paroisses au XVIe siècle. Jusqu'en 1554, Joué exerçait un droit de haute justice. Plus tard elle fut assimilée par la baronnie de Châteaubriant. Le château de Vioreau se trouvait alors au centre de la forêt, près d'un étang lequel faisait fonctionner un moulin à blé.
Deux autres châteaux étaient et sont encore présents dans la paroisse, celui de Lucinière et de La Chauvelière. Le premier a appartenu pendant trois siècles à la famille Cornulier. Le château de Lucinière devint par la suite la forteresse où demeuraient les évêques nantais du XVe au XVIe siècle. Le château de la Chauvelière appartenait quant à lui au chancelier de Bretagne.
Le 13 août 1487, après l'échec du siège de Nantes (du 19 juin au 6 août 1487) tenu par le duc de Bretagne, le roi Charles VIII et Anne de Beaujeu campent avec leurs troupes aux alentours du château de Lucinière, dans la paroisse de Joué,.

### Renaissance
Au XVIe siècle, une chapelle fut construite au lieu-dit de Notre-Dame-des-Langueurs (du nom d'une Pietà découverte à l'endroit de son édification).
De 1515 à 1525, Françoise de Foix, maîtresse de François Ier, réside au château de Vioreau où elle se trouve lors de l'union de la Bretagne à la France.
Le 15 octobre 1565, Charles IX dormit au « château de Joué » lors de son Grand tour de France.
En 1592, durant la Sainte Union, Joué-sur-Erdre et Nort-sur-Erdre servent de foyer à 12 000 Français et Espagnols sous le commandement du duc de Mercœur.
En 1637, une chapelle est construite à Notre-Dame-des-Langueurs.
Le 16 juin 1644, un contrat d'échange de parcelles de terre et de prés localisés près de l'Erdre est signé entre Jean de Cornulier, chevalier et seigneur de Lucinière, et Bonaventure Lepetit, sieur de la Guillotière.
En 1683, la paroisse abritait une école ouverte aux garçons.

### XVIIIesiècle

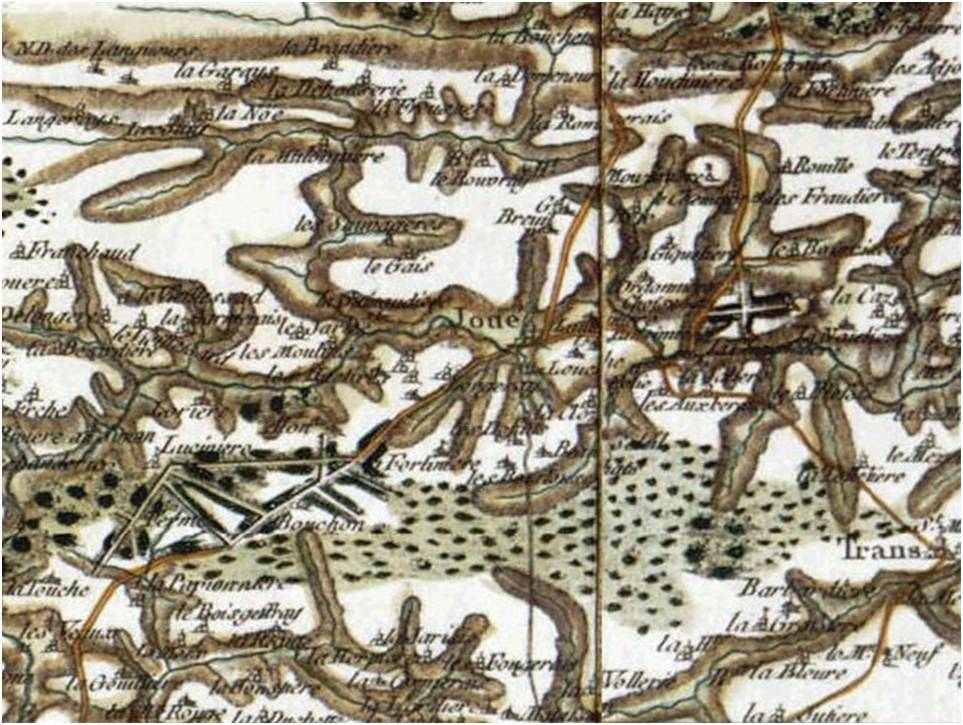
Joué-sur-Erdre sur la carte de Cassini.

De 1784 à 1787, des levés topographiques ont été effectués dans la région afin d'établir la carte de France. Le lieu-dit de « la Bouchenere » est aujourd'hui le centre du Lac de Vioreau.

#### Période révolutionnaire
Le 18 mars 1792 la garde nationale de Riaillé rencontra l'opposition de 300 habitants jovéens.
Une brigade a été détachée à Joué et les villages de Nort et de Les Touches en décembre 1793 afin de contenir les chouans. Sous le Directoire, de par le conflit avec les chouans, un arrêté du 12 prairial an IV (31 mai 1796) fit de Joué-sur-Erdre le chef-lieu du canton de Riaillé. Un cantonnement de soldats y fut alors détaché. Ce déplacement provisoire du canton à Joué-sur-Erdre dura 3 ans et demi.
À cette période, dans la région de Riaillé, les signatures sont rares sur les registres d'état civil sauf à Riaillé même et à Joué où les ouvriers spécialistes souhaitaient faire instruire leurs enfants.
En 1799, le colonel René Palierne de La Haudussais, qui commandait une troupe de 300 cavaliers, se rendit maître de Joué et imposa un lourd tribut à la population sous la menace de mettre le bourg à feu et à sang si, dans les 24 heures, l'argent, la nourriture, les sacs de grains et autres denrées n'étaient pas rassemblés sur la place publique. Le calme ne revint qu'en 1800 en partie grâce à l'influence de certains citoyens.

### XIXesiècle
L'activité de la commune était au départ orientée vers l'industrie du fer, à l'instar de Riaillé, avec le haut fourneau de La Vallée. Par la suite, elle s'est réorientée vers l'élevage et les pâturages.

#### Premier Empire
Sous les ordres de Napoléon Ier, ont commencé les travaux permettant de maintenir le niveau du canal de Nantes à Brest toute l'année pour déjouer le blocus anglais. C'est ainsi qu'en 1811 ont commencé les travaux. Le réservoir du lac de Vioreau fut creusé par des prisonniers espagnols et le barrage fut érigé en 1835. Le 1er janvier 1842, le canal fut ouvert à la navigation.
En 1817, soixante moines de Melleray reçurent l'hospitalité de la famille Cornulier lors de leur rentrée d'Angleterre en 1817.

#### Sous la monarchie de Juillet
Le 30 mai 1847, la commune prend son nom définitif de Joué-sur-Erdre.

#### Troisième République
En 1886, la commune de Joué-sur-Erdre comptait 1,04 hectare de vignes dont 0,4 était atteint de phylloxéra.

### XXesiècle
Le 27 mai 1905, le Conseil municipal délibère sur la question de séparation de l'Église et de l’État. Considérant que ce projet avait pour conséquence d'augmenter les dépenses des habitants de la commune et de diminuer les possibilités d'embellissement de celle-ci, il vota le maintien du concordat. Par arrêté du Préfet de Loire-Inférieure, la décision du Conseil est annulée sur le fondement qu'il sortait de ses attributions.
Le 25 juillet 1905, le Tour de France 1905 traverse la commune dans le cadre de la neuvième étape « La Rochelle – Rennes ».
Après l'adoption, le 9 décembre 1905, de la loi sur la séparation des Églises et de l’État, des listes des biens ayant appartenu aux établissements publics du culte ont été publiées. La liste concernant le département de Loire-Inférieure a été publiée au journal officiel le 27 avril 1909. À la suite de cette publication, un décret a attribué les biens ayant appartenu aux menses de l'église de Joué-sur-Erdre sont attribués à la commune, en l'absence de bureau de bienfaisance et à la condition que ces biens soient affectés à l'accomplissement de telles œuvres. La question des biens immeubles de la fabrique de l'église de Joué-sur-Erdre est abordée lors du conseil municipal du 3 septembre 2011, après réception d'un courrier du préfet le 30 août 1911, lors duquel la commune refuse la proposition du ministre de l'Intérieur et des cultes de reprendre à sa charge le passif de l'établissement ecclésiastique. Un décret publié le 2 février 1912 attribut cependant les biens du conseil de fabrique à Joué-sur-Erdre.
Le 4 juillet 1912, le député Henri de La Ferronnays a posé une question au ministre de l'Intérieur et des cultes à propos de la création d'un poste d'adjoint spécial à la section des Langueurs, demandé plusieurs fois par le Conseil municipal de Joué depuis 1906. Le journal officiel transcrit ainsi :

« M. le Marquis de La Ferronnays, député, expose à Monsieur le ministre de l'Intérieur que le Conseil municipal de Joué-sur-Erdre, qui avait déjà, à l'unanimité, demandé la création d'un poste d'adjoint spécial à la section des Langueurs dont l'agglomération centrale est distante de la mairie de Joué-sur-Erdre d'environ 4 kilomètres, est appelé à délibérer de nouveau sur cette affaire et demande à être fixé sur les points suivants : 1. pourquoi la demande de 1906 est restée sans réponse ? 2. l'affaire a-t-elle été soumise au Conseil d’État ? 3. dans la négative, comment le dossier a-t-il été arrêté ? 4. dans la seconde hypothèse, la constitution d'un nouveau dossier n'est-elle pas superflue ? »

— Question n° 2025 de Henri de La Ferronays
En réponse, le ministère indique que la demande de 1906 n'est jamais parvenu au ministère mais que, le Conseil municipal ayant été renouvelé par deux fois, une nouvelle délibération doit avoir lieu suivie d'une enquête pour saisir le Conseil d’État. Le 14 juin 1913, le conseil municipal délibère à la suite de la création de cette fonction afin d'établir un bureau d'état-civil au village des Langueurs.

#### Première Guerre mondiale
La mobilisation fut enclenchée le 3 août 1914, soit deux jours après la prise du décret de mobilisation. Ce premier jour, près de 450 hommes furent enrôlés.
Lors de la Première Guerre mondiale, l'hôpital auxiliaire 13 fut établi à Ancenis. Celui-ci avait deux filiales bénévoles dont une, la maison de convalescence no 146 bis (située dans le bâtiments du patronage), à Joué-sur-Erdre. Celle-ci avait été établie par le comte de Goyon et était dirigée par le comte et la comtesse Le Gualès de Mézaubran. Près de 221 soldats ont été placés dans cette maison de convalescence au cours de la guerre. Des réfugiés belges furent d'ailleurs accueillis à Joué-sur-Erdre.
L'hôpital bénévole de Joué-sur-Erdre a fermé ses portes le 10 avril 1917 à la demande du sous-secrétaire d’État au ministère de la Guerre.
Le 17 novembre 1918, le conseil municipal se prononce en faveur de l'édification d'une plaque commémorative en l'honneur des morts de ce conflit. Celle-ci fut placée dans l'église Saint-Léger.

#### Entre-deux guerres

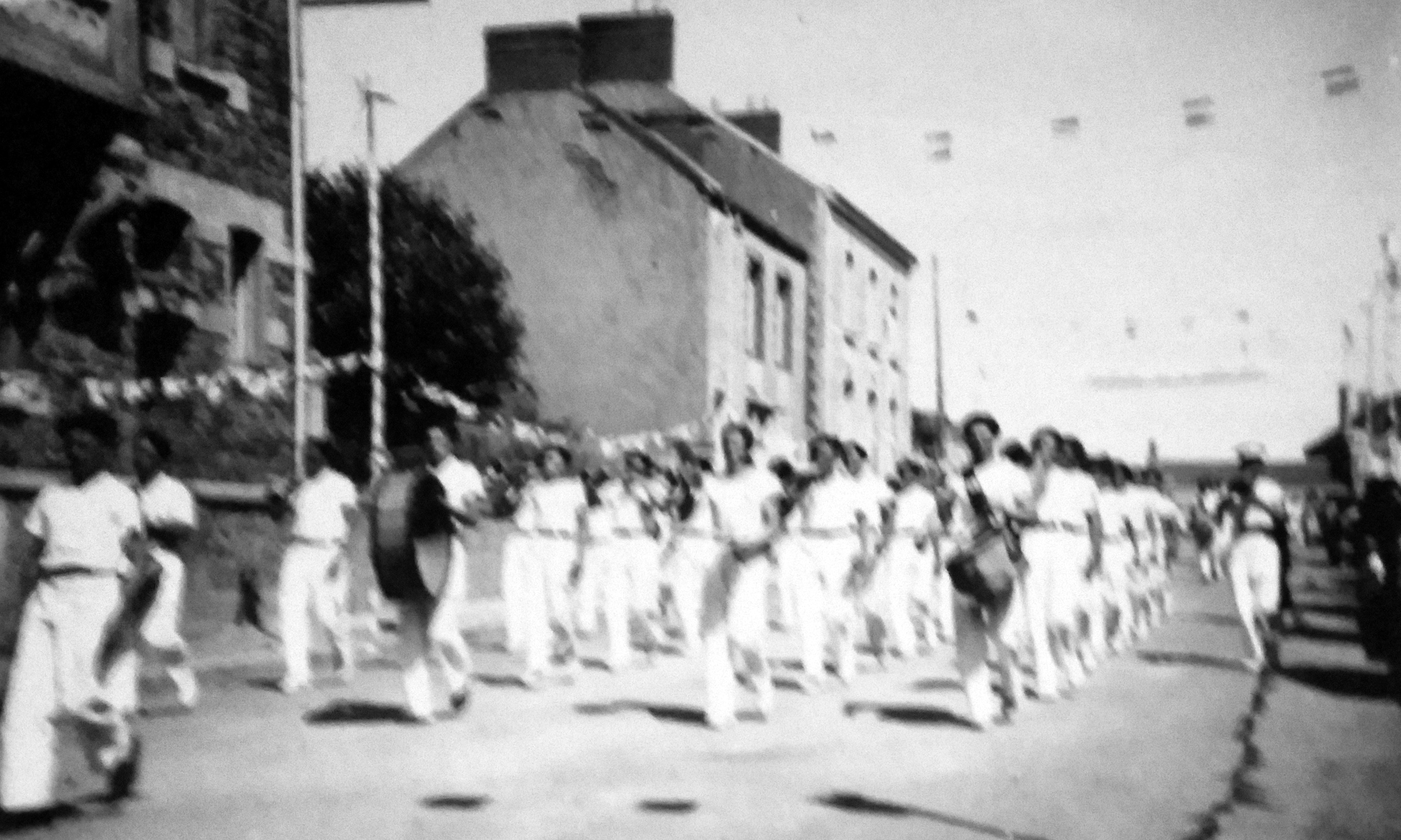
Fanfare à Joué-sur-Erdre en 1939.

Lors du XIe grand-prix de l'aéroclub de Paris de 1922, Roger Lallier, pilote du sphérique Ma Mie parti de Paris le 14 mai 1922, a atterri au réservoir de Vioreau le 15 mai 1922, après avoir parcouru près de 316 km en 18 heures. Le 8 octobre 1927, un concurrent du prix Alfred Leblanc, parti de Saint-Cloud à bord de l'aérostat Académie Aéronautique, a atterri à Joué.
Le 20 juillet 1930, le conseil municipal prit la décision d'ériger un second monument en hommage aux morts de la Première Guerre mondiale. Des problèmes administratifs, liés à la procédure de sélection du monument et du paiement des architectes, ont retardé l'inauguration du monument qui était prévue à l'origine en mai 1931. Finalement, le monument fut béni le 29 novembre 1931 sur le champ de foire (près du cimetière).

#### Seconde Guerre mondiale
Durant l'occupation, le comte et la comtesse Le Gualès de Mézaubran, propriétaires du château de Lucinière, protègent dix juifs, dont plusieurs enfants. En effet, le comte, alors maire de la commune, et sa femme habitaient le château de Lucinière. Lors de la débâcle, ils ont accueilli des Parisiens dont un couple et ses trois enfants. Mme Cheffro, la mère de ces trois enfants, servit d'interprète lorsqu'un officier de la Wehrmacht, qui ordonnait à la comtesse de lui donner de l'avoine pour ses chevaux, avait pointé son pistolet sur celle-ci car elle ne comprenait pas l'allemand. Après être rentrée à Paris avec son époux et ses enfants, le mari de Mme Cheffro fut interné puis déporté respectivement en mai 1941 et en juillet 1942. Après la rafle du Vel d'Hiv, où des membres de sa famille se trouvaient, elle fit appel au comte et à la comtesse qui accueillirent ses deux aînés. Mme Cheffro, son bébé et d'autres membres de sa famille, qui étaient toujours à Paris, durent fuir après que des policiers aient tenté de rentrer dans leur domicile. Ils rejoignirent Nantes où le comte et la comtesse les logèrent dans la maison du garde forestier dans la commune des Touches au lieu-dit de l'Échetout. Le comte et la comtesse recevront le 10 octobre 1999 la médaille des Justes parmi les nations pour les avoir sauvés.
Joué-sur-Erdre fut libéré par les troupes américaines les 5 et 6 août 1944, date à laquelle le premier véhicule américain, une ambulance, passa dans la commune.

#### Après la guerre
Le 16 juin 1944, le conseil municipal décide d'inscrire les noms des victimes de la Seconde Guerre mondiale sur le monument aux morts érigé en 1931. Une décision similaire sera prise le 2 avril 1968 au sujet de la victime jovéenne de la guerre d'Algérie.
Le 14 juin 1993, le conseil municipal décide de déplacer le monument aux morts dans le jardin de la mairie. En 1994, le monument fut complété par la mise en place d'anciennes chaînes et d'anciens obus.
Le dernier poilu de Joué-sur-Erdre, Gustave Bertrand, récipiendaire de la Légion d'honneur, est décédé en février 1997,.

### XXIesiècle
Le 7 janvier 2019, un arrêté préfectoral recommande des travaux d'urgence et des mesures de surveillance renforcée sur le barrage retenant le réservoir de Vioreau. En effet, selon un rapport effectué en 2018, « [l]a capacité de l’évacuateur de crue est très insuffisante au regard des recommandations en vigueur » et « la stabilité du barrage est assurée avec une marge de sécurité faible ». Une rupture risquerait de mettre environ 4 400 personnes à risque d'inondations.

## Politique et administration

### Tendances politiques et résultats

#### Au niveau européen
Pour les élections européennes du 13 juin 2004, il y eut un taux d'abstention de 51,22 % pour 1 273 inscrits. Le nombre de votants correspondait à 48,78 % des inscrits et les suffrages exprimés correspondaient à 47,37 % des inscrits (97,10 % des votants). La liste soutenue par le parti socialiste obtint 26,04 % des votes. Il y eut deux listes portant l'étiquette « divers droite », l'une de Philippe de Villiers recueillant 17,25 % des voix et l'autre de Michel Hunault qui obtint 11,94 % des voix. Enfin la liste UMP, de Roselyne Bachelot, obtint 10,28 % des votes.
Au référendum pour une Constitution européenne qui eut lieu en France le 29 mai 2005, il y eut 40,39 % votant pour le « oui » et 59,61 % pour le « non ». Le taux d'abstention était alors de 26,04 %.
Aux élections européennes du 7 juin 2009, il y eut un taux d'abstention de 53,41 % pour 1 466 inscrits ce qui constitue une augmentation de l'abstention de 2,19 points par rapport à 2004. Le nombre de votants correspondait à 46,59 % des inscrits et les suffrages exprimés correspondaient à 45,09 % des inscrits (96,78 % des votants). La liste UMP de Christophe Béchu obtint 23,75 % des votes. La liste des Verts de Yannick Jadot obtint 18,78 % des voix. La liste du parti socialiste soutenant Bernadette Vergnaud recueillit 16,04 % des voix. Enfin la liste divers droite de Philippe de Villiers obtint 12,41 % des votes.
Aux élections européennes du 25 mai 2014, il y eut un taux d'abstention de 54,11 % pour 1 606 inscrits ce qui constitue une augmentation de l'abstention de 0,70 point par rapport à 2009. Le nombre de votants correspondait à 45,89 % des inscrits et les suffrages exprimés correspondaient à 43,40 % des inscrits (94,57 % des votants). La liste Front national obtint 9,53 % des votes. La liste MoDem-UDI obtint 6,48 % des votes. La liste de l'UMP obtint 6,10 % des voix. La liste Europe Écologie obtint 5,48 % des votes. Enfin, la liste du parti socialiste obtint 5,17 % des votes.
Aux élections européennes du 25 mai 2019, il y eut un taux d'abstention de 51,02 % ce qui constitue une diminution de l'abstention de 3,09 points par rapport à 2014. La liste Europe écologie arrive en tête avec 22,05 % des votes suivit de la liste LaREM obtint 21,26 % des votes. La liste Rassemblement national obtint 18,37 % des votes.

#### Au niveau national
Lors de l'élection présidentielle de 2002, le taux d'abstention était de 21,56 % au premier tour et de 14,63 % au second tour pour 1 271 inscrits. Lors du premier tour, organisé le 21 avril 2002, les candidats ayant obtenu plus de 10 % des voix étaient Jacques Chirac (candidat UMP avec 20,89 %), Jean-Marie Le Pen (candidat FN avec 12,89 %) et Lionel Jospin (candidat socialiste avec 11,54 %. Jacques Chirac et Jean-Marie Le Pen se sont opposés au second tour, organisé le 5 mai 2002. Le candidat vainqueur des élections fut Jacques Chirac avec 85,20 % des voix (la moyenne nationale étant de 82,21 % des voix). Jean-Marie Le Pen qui perdit les élections, remporta 14,80 % des voix (avec une moyenne nationale de 17,89 %).
Lors de l'élection présidentielle de 2007, le taux d'abstention fut de 12,75 % au premier tour et de 13,52 % au second tour (pour 1 420 inscrits). Lors du premier tour, organisé le 22 avril 2007, les candidats ayant obtenu plus de 10 % des voix étaient Nicolas Sarkozy (candidat UMP) avec 27,74 % des voix (31,18 de moyenne nationale), Ségolène Royal (candidate socialiste) avec 25,12 % des voix (25,87 % de moyenne nationale), François Bayrou (candidat UDF) avec 19,97 % des voix (18,57 % de moyenne nationale) et Jean-Marie Le Pen (candidat FN) avec 10,23 % des voix (10,44 % au niveau national). Nicolas Sarkozy et Ségolène Royal se sont opposés au second tour, organisé le 6 mai 2007. Le candidat vainqueur fut Nicolas Sarkozy avec 51,86 % des voix (53,06 au niveau national). Ségolène Royal, qui perdit les élections, ne remporta que 48,14 % des voix (46,94 % de moyenne nationale). Le taux de participation fut de 87,25 % (moyenne nationale de 83,77 %) et 1,37 % des votes exprimés étaient blanc ou nul (moyenne nationale de 1,44 %).
Lors de l'élection présidentielle de 2012, le taux d'abstention fut de 14,16 % au premier tour et de 15,38 % au second tour (pour 1 340 et 1 320 inscrits respectivement). Lors du premier tour, organisé le 22 avril 2012, les candidats ayant obtenu plus de 10 % des voix étaient François Hollande (candidat socialiste) avec 27,98 % des voix (28,63 % de moyenne nationale), Nicolas Sarkozy (candidat UMP) avec 25,32 % des voix (27,18 % de moyenne nationale), Marine Le Pen (candidate FN) avec 15,59 % des voix (17,90 % de moyenne nationale), François Bayrou (candidat UDF) avec 11,13 % des voix (9,13 % de moyenne nationale) et Jean-Luc Mélenchon (candidat du Front de gauche) avec 10,49 % des voix (11,10 % de moyenne nationale). François Hollande et Nicolas Sarkozy se sont opposés au second tour, organisé le 6 mai 2012. Le candidat vainqueur fut François Hollande avec 54,31 % des voix (51,64 % au niveau national). Nicolas Sarkozy, qui perdit les élections, ne remporta que 45,69 % des voix (48,36 % au niveau national). Le taux de participation fut de 85,84 % (moyenne nationale de 83,35 %) et 4,36 % des votes exprimés étaient blanc ou nul (moyenne nationale de 5,82 %).

#### Au niveau communal
En 2008, le maire sortant était Hervé Lubert. Joué-sur-Erdre a une population comprise entre 1 500 et 2 500 habitants, par conséquent elle élit 19 conseillers municipaux. Lors des élections municipales de 2008, le nombre d'inscrits était de 1 465 personnes.
Jean-Pierre Belleil est élu maire. Le taux de participation fut de 72,56 % et 2,26 % des votes exprimés étaient blanc ou nul. Il est réélu en 2014 avec 100 % des voix.

### Administration municipale
Le conseil municipal est composé de 19 conseillers élus pour 6 ans.
La commune est rattachée à l'arrondissement d'Ancenis en 1801, puis en 1926 est transférée à l'arrondissement de Nantes avant de revenir en 1943 dans l'arrondissement d'Ancenis.

### Services

#### Eau potable
En matière d'eau potable, Joué-sur-Erdre fait partie de la structure intercommunale d'alimentation en eau potable de la région de Nort-sur-Erdre.
Le retraitement des eaux usées se fait à l'aide de deux stations d'épuration, l'une utilisant la filière de traitement aux boues activées et l'autre utilisant la filière de traitement en lagune naturelle.

#### Juridiction judiciaire et administrative
Joué-sur-Erdre fait partie de la circonscription judiciaire de Nantes.

### Politique environnementale
L'allée de Chênes du château de Lucinière, aussi appelée « la Grande Avenue », est un site environnemental classé depuis le 9 février 1949,. Elle abrite des chênes tricentenaires.
Une section de l'Erdre, en amont de Nort-sur-Erdre et dans la commune de Joué-sur-Erdre, est classée, de même que le bois de La Lucinière.
Des actions sont menées afin de lutter contre la jussie, notamment dans le réservoir de Vioreau.

## Population et société

### Démographie
Selon le classement établi par l'Insee, Joué-sur-Erdre fait partie de l'aire urbaine et de la zone d'emploi de Nantes et du bassin de vie de Nort-sur-Erdre. Elle n'est intégrée dans aucune unité urbaine. Toujours selon l'Insee, en 2010, la répartition de la population sur le territoire de la commune était considérée comme « peu dense » : 79 % des habitants résidaient dans des zones « peu denses »  et 21 % dans des zones « très peu denses ».

#### Évolution démographique
Vers 1723, la population de Joué s'élevait à 268 habitants. De 1793 à 1954 la population de Joué-sur-Erdre a approché les 3 000 habitants avec un maximum de 2 901 habitants en 1891.
L'évolution du nombre d'habitants est connue à travers les recensements de la population effectués dans la commune depuis 1793. Pour les communes de moins de 10 000 habitants, une enquête de recensement portant sur toute la population est réalisée tous les cinq ans, les populations de référence des années intermédiaires étant quant à elles estimées par interpolation ou extrapolation. Pour la commune, le premier recensement exhaustif entrant dans le cadre du nouveau dispositif a été réalisé en 2006.

En 2022, la commune comptait 2 753 habitants, en évolution de +13,11 % par rapport à 2016 (Loire-Atlantique : +6,68 %, France hors Mayotte : +2,11 %).
| 1793  | 1800  | 1806  | 1821  | 1831  | 1836  | 1841  | 1846  | 1851  |
| ----- | ----- | ----- | ----- | ----- | ----- | ----- | ----- | ----- |
| 1 943 | 2 007 | 2 109 | 2 452 | 2 709 | 2 656 | 2 520 | 2 566 | 2 580 |

| 1856  | 1861  | 1866  | 1872  | 1876  | 1881  | 1886  | 1891  | 1896  |
| ----- | ----- | ----- | ----- | ----- | ----- | ----- | ----- | ----- |
| 2 617 | 2 684 | 2 779 | 2 664 | 2 796 | 2 831 | 2 879 | 2 901 | 2 803 |

| 1901  | 1906  | 1911  | 1921  | 1926  | 1931  | 1936  | 1946  | 1954  |
| ----- | ----- | ----- | ----- | ----- | ----- | ----- | ----- | ----- |
| 2 804 | 2 764 | 2 806 | 2 528 | 2 524 | 2 354 | 2 302 | 2 112 | 2 029 |

| 1962  | 1968  | 1975  | 1982  | 1990  | 1999  | 2006  | 2011  | 2016  |
| ----- | ----- | ----- | ----- | ----- | ----- | ----- | ----- | ----- |
| 2 009 | 1 882 | 1 724 | 1 764 | 1 740 | 1 690 | 1 901 | 2 252 | 2 434 |

| 2021  | 2022  | - | - | - | - | - | - | - |
| ----- | ----- | - | - | - | - | - | - | - |
| 2 693 | 2 753 | - | - | - | - | - | - | - |

#### Pyramide des âges
La population de la commune est relativement jeune.
En 2018, le taux de personnes d'un âge inférieur à 30 ans s'élève à 40,4 %, soit au-dessus de la moyenne départementale (37,3 %). À l'inverse, le taux de personnes d'âge supérieur à 60 ans est de 21,0 % la même année, alors qu'il est de 23,8 % au niveau départemental.
En 2018, la commune comptait 1 233 hommes pour 1 283 femmes, soit un taux de 50,99 % de femmes, légèrement inférieur au taux départemental (51,42 %).
Les pyramides des âges de la commune et du département s'établissent comme suit.
| Hommes | Classe d’âge | Femmes |
| ------ | ------------ | ------ |
| 0,5    | 90 ou +      | 2,3    |
| 6,2    | 75-89 ans    | 8,7    |
| 12,4   | 60-74 ans    | 11,7   |
| 16,7   | 45-59 ans    | 14,9   |
| 24,1   | 30-44 ans    | 21,8   |
| 13,2   | 15-29 ans    | 15,1   |
| 26,9   | 0-14 ans     | 25,5   |

| Hommes | Classe d’âge | Femmes |
| ------ | ------------ | ------ |
| 0,6    | 90 ou +      | 1,8    |
| 6      | 75-89 ans    | 8,6    |
| 15,1   | 60-74 ans    | 16,4   |
| 19,4   | 45-59 ans    | 18,8   |
| 20,1   | 30-44 ans    | 19,3   |
| 19,2   | 15-29 ans    | 17,4   |
| 19,5   | 0-14 ans     | 17,6   |

#### Autres données démographiques
Le nombre total de ménages à Joué-sur-Erdre est de 669. Ces ménages ne sont pas tous égaux en nombre d'individus. Certains de ces ménages comportent une personne, d'autres deux, trois, quatre, cinq voire plus de six personnes. Voici ci-dessous, les données en pourcentage de la répartition de ces ménages par rapport au nombre total de ménages.
| Nombre de membres du ménage | 1      | 2      | 3      | 4      | 5     | 6 ou plus |
| --------------------------- | ------ | ------ | ------ | ------ | ----- | --------- |
| Joué-sur-Erdre              | 29,9 % | 32,3 % | 13,6 % | 14,1 % | 8,1 % | 2,1 %     |
| Moyenne nationale           | 31 %   | 31,1 % | 16,2 % | 13,8 % | 5,5 % | 2,4 %     |
| Sources des données : Insee |        |        |        |        |       |           |

15,8 % des ménages étaient sans voitures.

### Enseignement
Le village dépend de l'académie de Nantes. Il y a deux écoles à Joué-sur-Erdre, l'École primaire privée Saint Louis de Gonzague et l'École Roger et Renée Jolivot.
En 2008, la population scolarisée comprenait, par tranche d'âge, 83,3 % des enfants de 2 à 5 ans, 96,7 % des enfants de 6 à 14 ans et 98,5 % de ceux ayant entre 15 et 17 ans.
Sur l'ensemble de la population non scolarisée, 17,7 % sont titulaires d'un CEP, 4,2 % du BEPC, 32,0 % du CAP ou du BEP, 11,7 % du BAC ou un équivalent, 8,2 % d'un BAC +2 et 5,7 % d'un diplôme de niveau supérieur. 20,6 % de cette population n'a pas de diplôme.

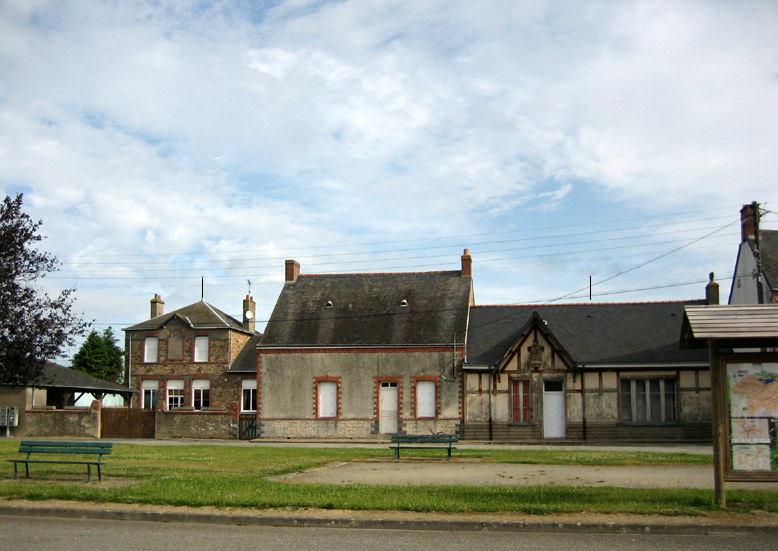
Les anciennes écoles de Joué-sur-Erdre, situées dans le bourg de Notre-Dame-des-Langueurs.
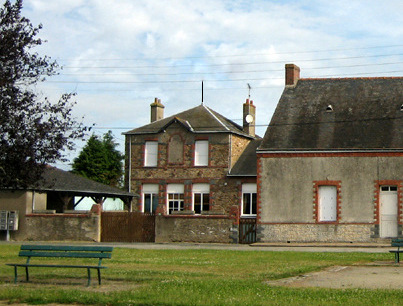
L'ancienne école publique.
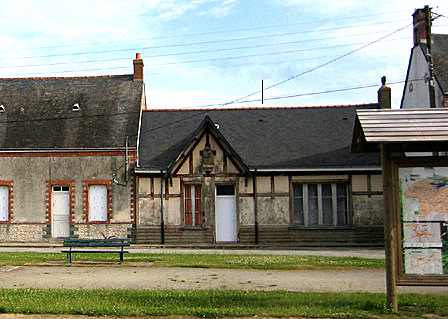
L'ancienne école catholique.
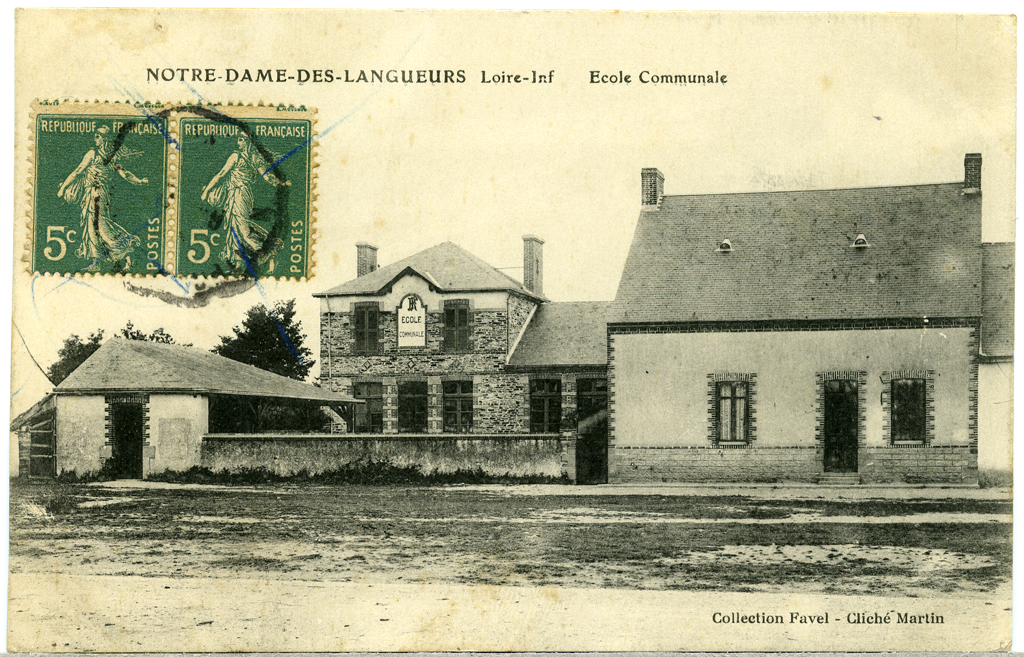
L'école publique, carte postale.

### Santé
Joué-sur-Erdre dispose d'une pharmacie et d'un Centre d'incendie et de Secours (les sapeurs pompiers).
Les hôpitaux les plus proches se trouvent à Ancenis et Châteaubriant.

### Sports
Plusieurs activités sportives, récréatives et de loisirs sont proposées à Joué-sur-Erdre.
Il existe notamment une équipe de football, l'Étoile sportive jovéenne, créée en 1949, et un club de basket.
Depuis 2011, le Joué Mölkky club de l’Erdre organise un tournoi de Mölkky. L'édition 2019 a notamment réuni 44 équipes en France.
Les sports nautiques peuvent être pratiqués sur l'étang de Vioreau, tel que la voile au sein de l'ASS Cercle de Voile de Vioreau, ou encore la baignade. La pêche est aussi une activité de loisirs courante.
Le village propose aussi divers sentiers pédestres ou équestres, notamment près des arcades et de l'étang de Vioreau.

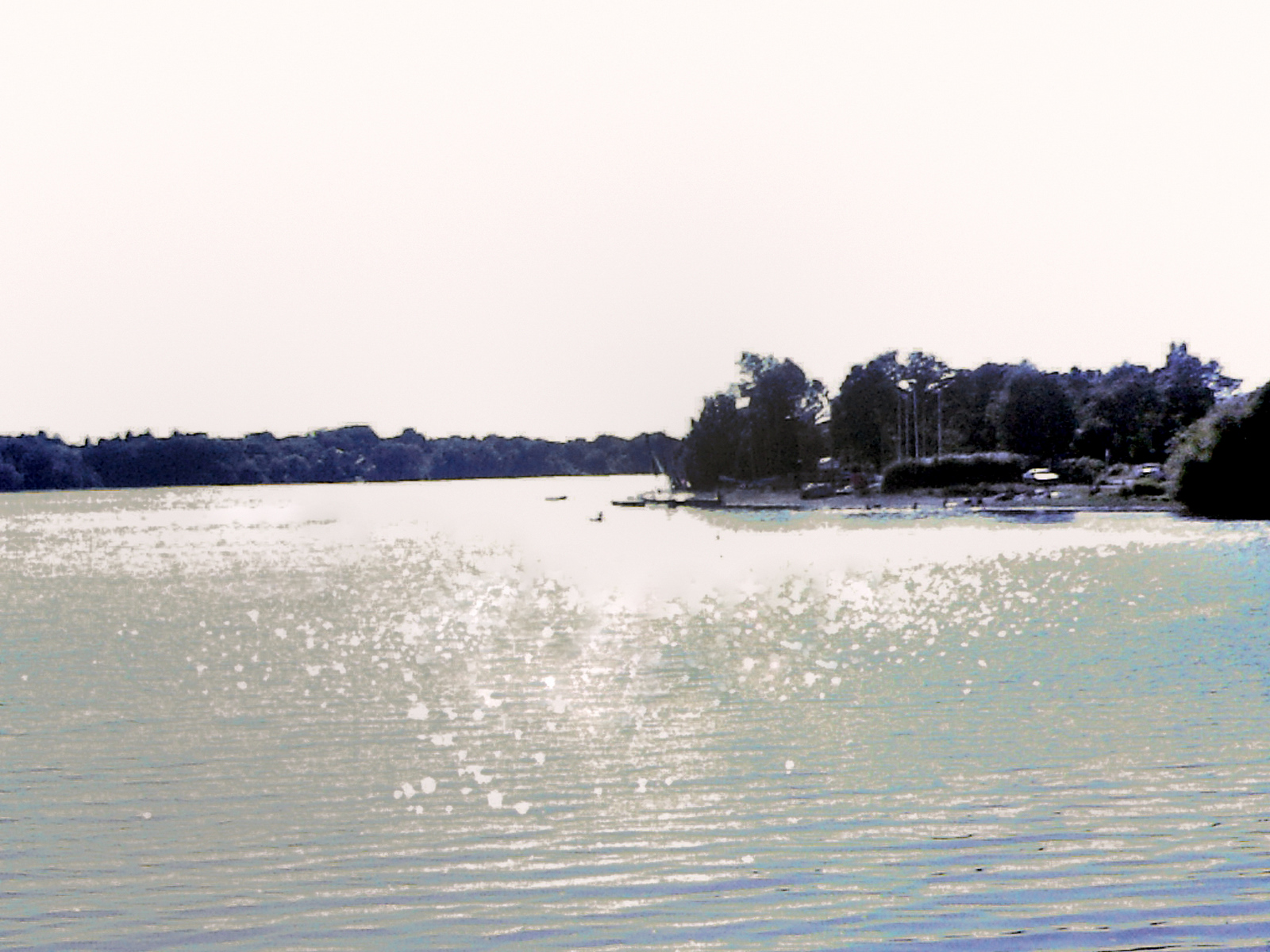
Club nautique.
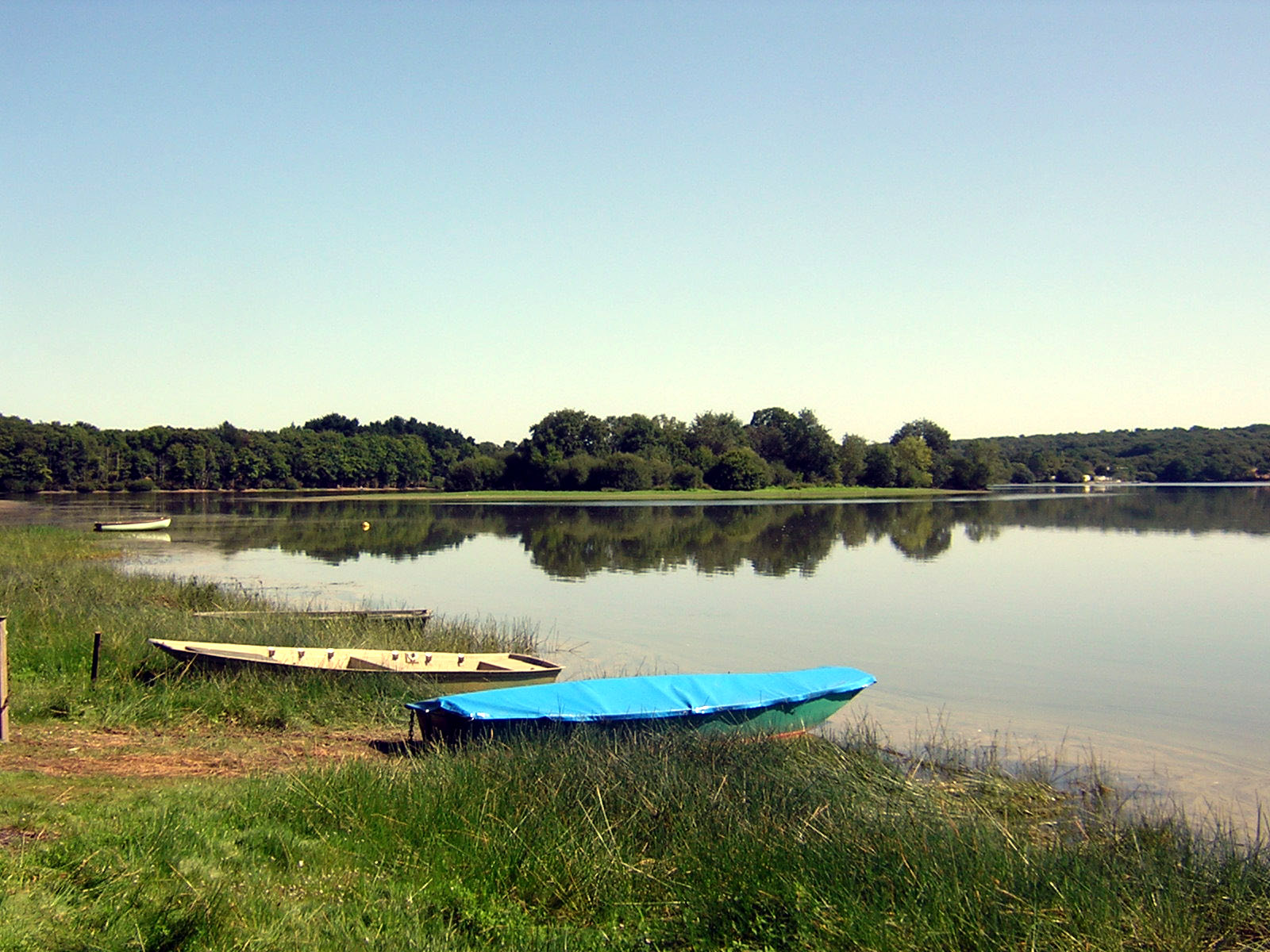
L'étang de Vioreau.

### Cultes
La commune fait partie de la paroisse Saint Martin du Val d'Erdre dans la zone pastorale d'Erdre et Loire. Deux églises sont présentes à Joué-sur-Erdre, une à Notre-Dame-des-Langueurs, l'autre dans le bourg principal de Joué. Le dimanche, les messes s'y déroulent en alternance.

## Économie

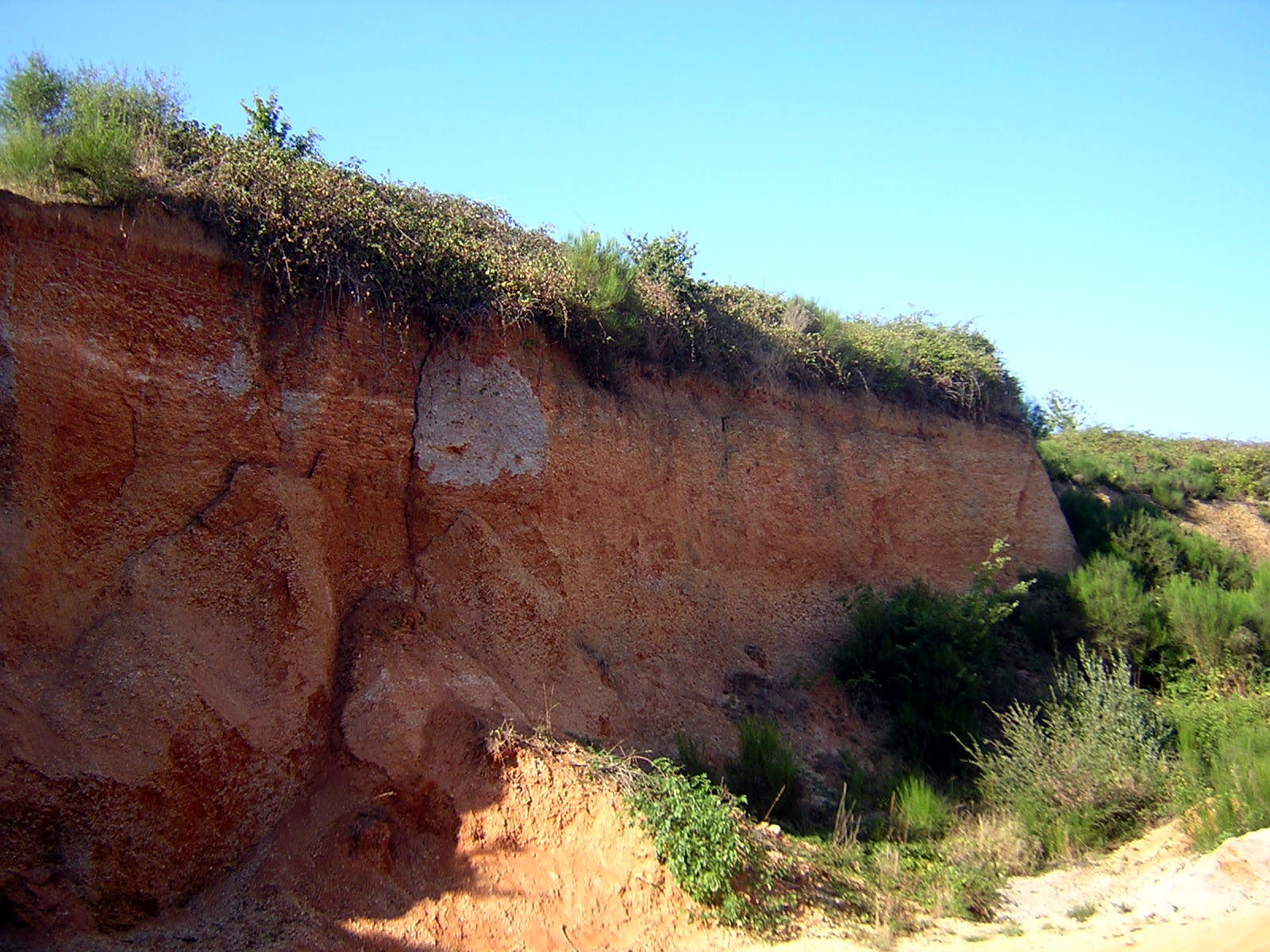
La carrière.

### Revenus de la population et fiscalité
En 2008, sur les 1 232 foyers fiscaux, le revenu net déclaré moyen fut de 16 844 €/an, ce qui est inférieur à la moyenne nationale qui est de 23 441 €/an.
En 2008, le revenu fiscal médian par ménage était de 15 700 €, ce qui plaçait Joué-sur être au 23 599e rang parmi les 31 604 communes de plus de 50 ménages en métropole.

### Emploi
La ville comptait, en 2008, une population active de 1 140 personnes (75,8 % de la population en âge de travailler). Parmi ceux-ci 70,4 % ont un emploi et 5,4 % sont au chômage. Sur les 300 personnes travaillant au sein même de la zone, 185 étaient des salariés. Enfin, 56,0 % des actifs résidant dans la commune y travaillent. Les autres travaillant soit dans une autre commune, dans un autre département ou une autre région.
| Domaine d'activité          | Agriculteurs | Artisans, commerçants, chefs d'entreprise | Cadres, professions intellectuelles | Professions intermédiaires | Employés | Ouvriers |
| --------------------------- | ------------ | ----------------------------------------- | ----------------------------------- | -------------------------- | -------- | -------- |
| Joué-sur-Erdre              | 13 %         | 5,1 %                                     | 6,2 %                               | 14,1 %                     | 27,7 %   | 33,8 %   |
| Moyenne nationale           | 2,4 %        | 6,4 %                                     | 12,1 %                              | 22,1 %                     | 29,9 %   | 27,1 %   |
| Sources des données : Insee |              |                                           |                                     |                            |          |          |

Les inactifs représentaient respectivement 24,2 % de la population, dont 6,6 % étaient élèves et étudiants et 8,3 % étaient (pré)retraités.

### Entreprises et commerces
La commune a atteint un nombre d'établissements total actif de 154 qui se répartissent de la façon suivante : industries (7, soit 4,5 % du total), construction (17, soit 11,0 % du total), commerce (56 soit 36,4 % du total), agriculture (58, soit 37,7 % du total), administration publique (16, soit 10,4 % du total).

## Culture locale et patrimoine

### Monuments et lieux touristiques

#### Monuments civils
- Les vestiges de la fontaine Saint-Léger datant du  XVIIe – XVIIIe siècle[8].
- Les maisons d'ouvriers, datant de 1717, sont situées à La Vallée[8].
- L'école de l'Auvinière (XVIIIe siècle), est située rue des Écoliers[8].
- La mairie se trouve dans le bâtiment qui servait de presbytère et fut édifié par l'abbé Tiger en 1784. La mairie s'y trouve depuis 1987[8].
- Les arcades (1833), s'étendant sur 21 km, sont au nombre de quatre, dont deux à Joué-sur-Erdre (celles du Gué de la Roche et du Mesnil), et maintenaient le niveau d'eau du canal de Nantes à Brest. La plus grande mesure 11 mètres de haut et 76 mètres de long et comporte douze arches[105].
- Les deux moulins à vent datant du XIXe siècle[8] dont le Moulin de Bel Air[106].

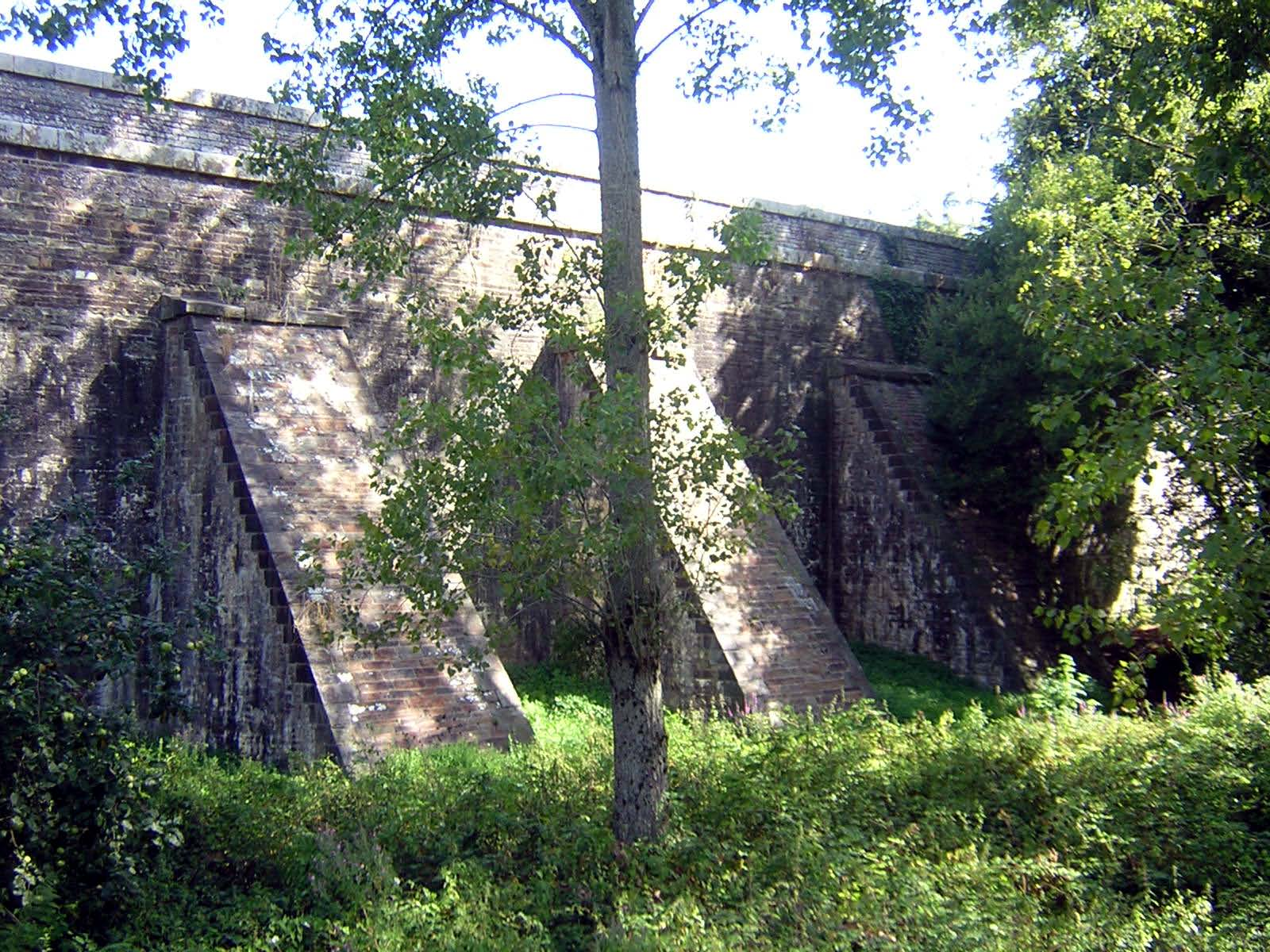
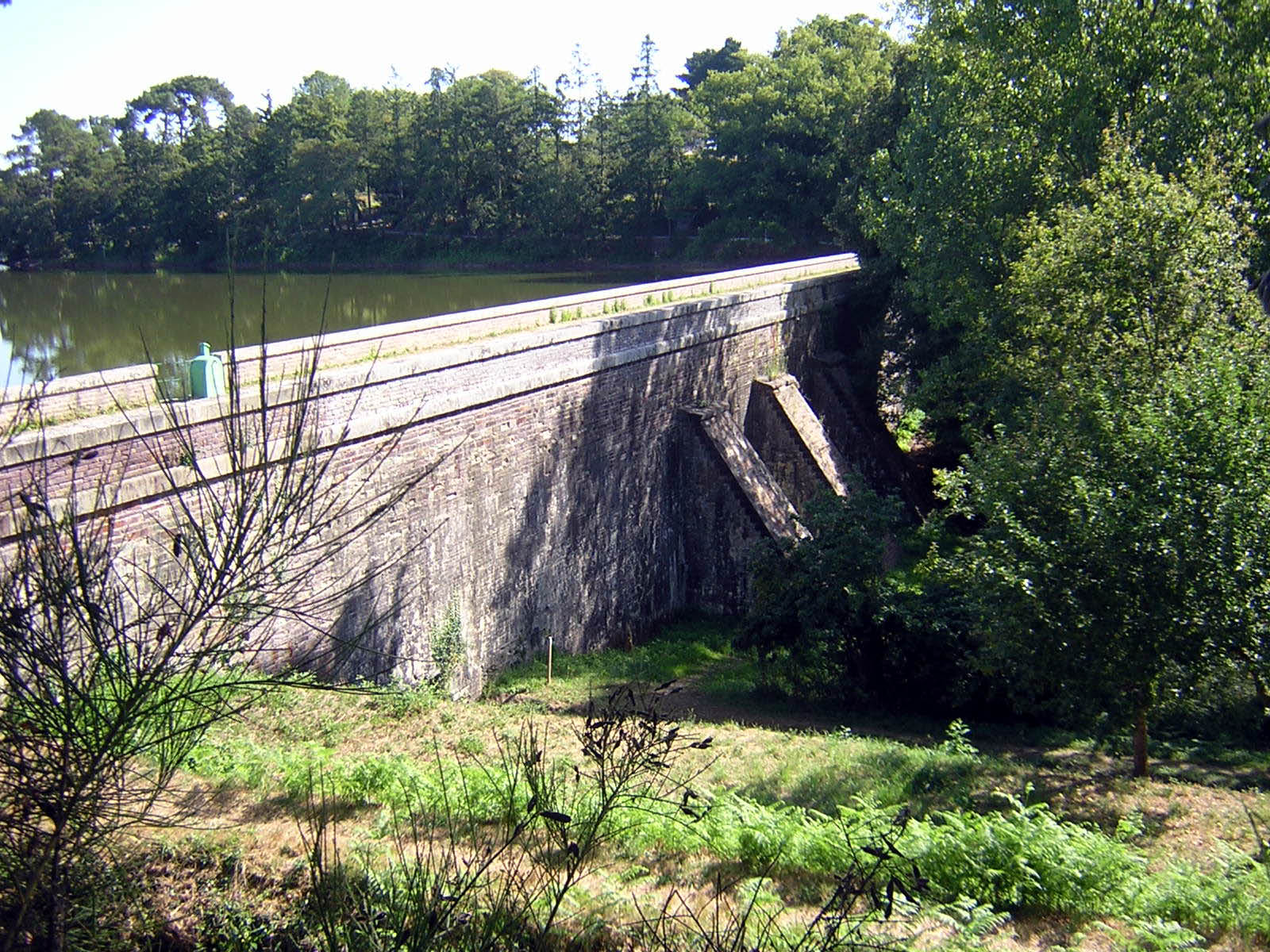
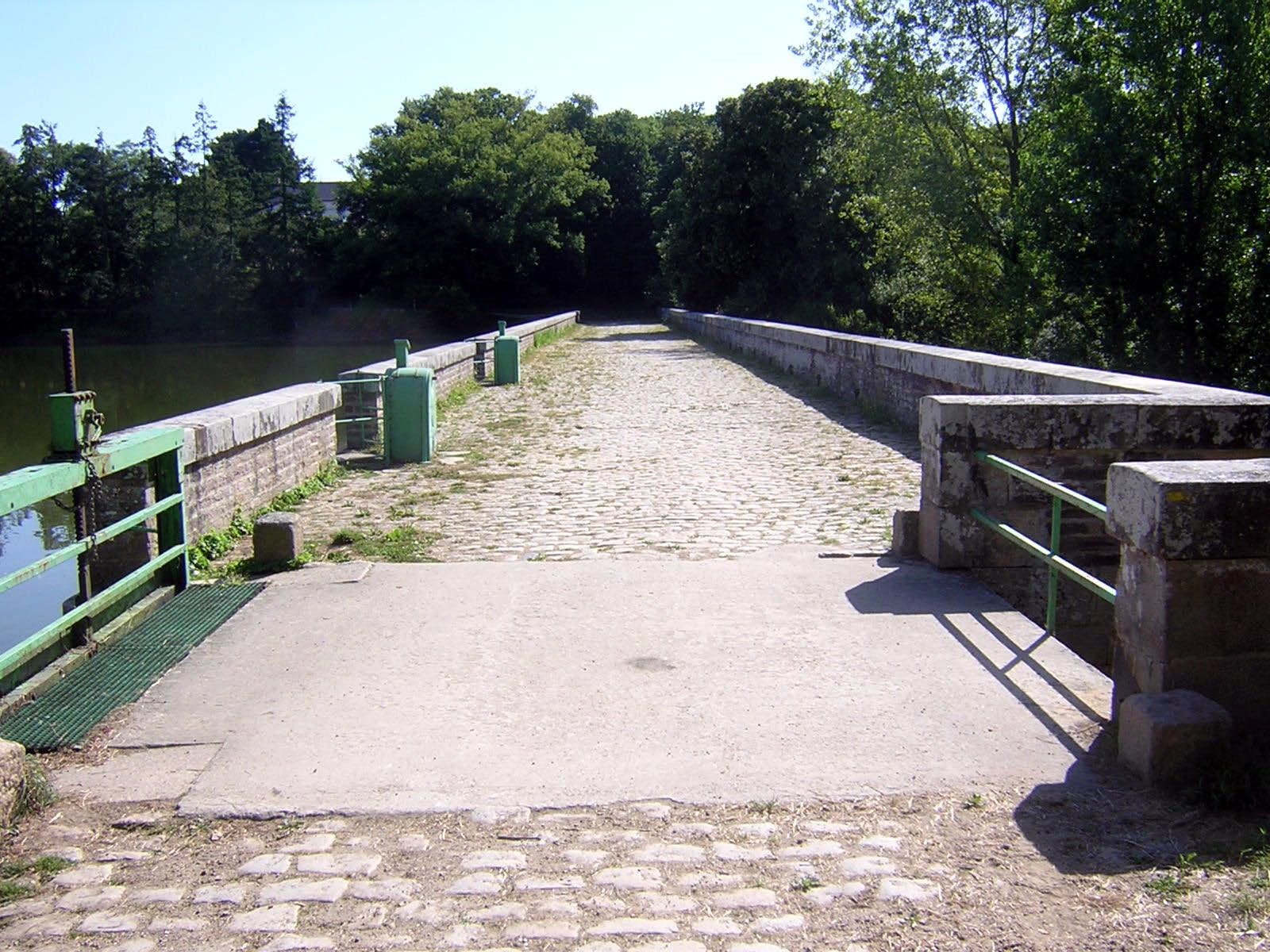
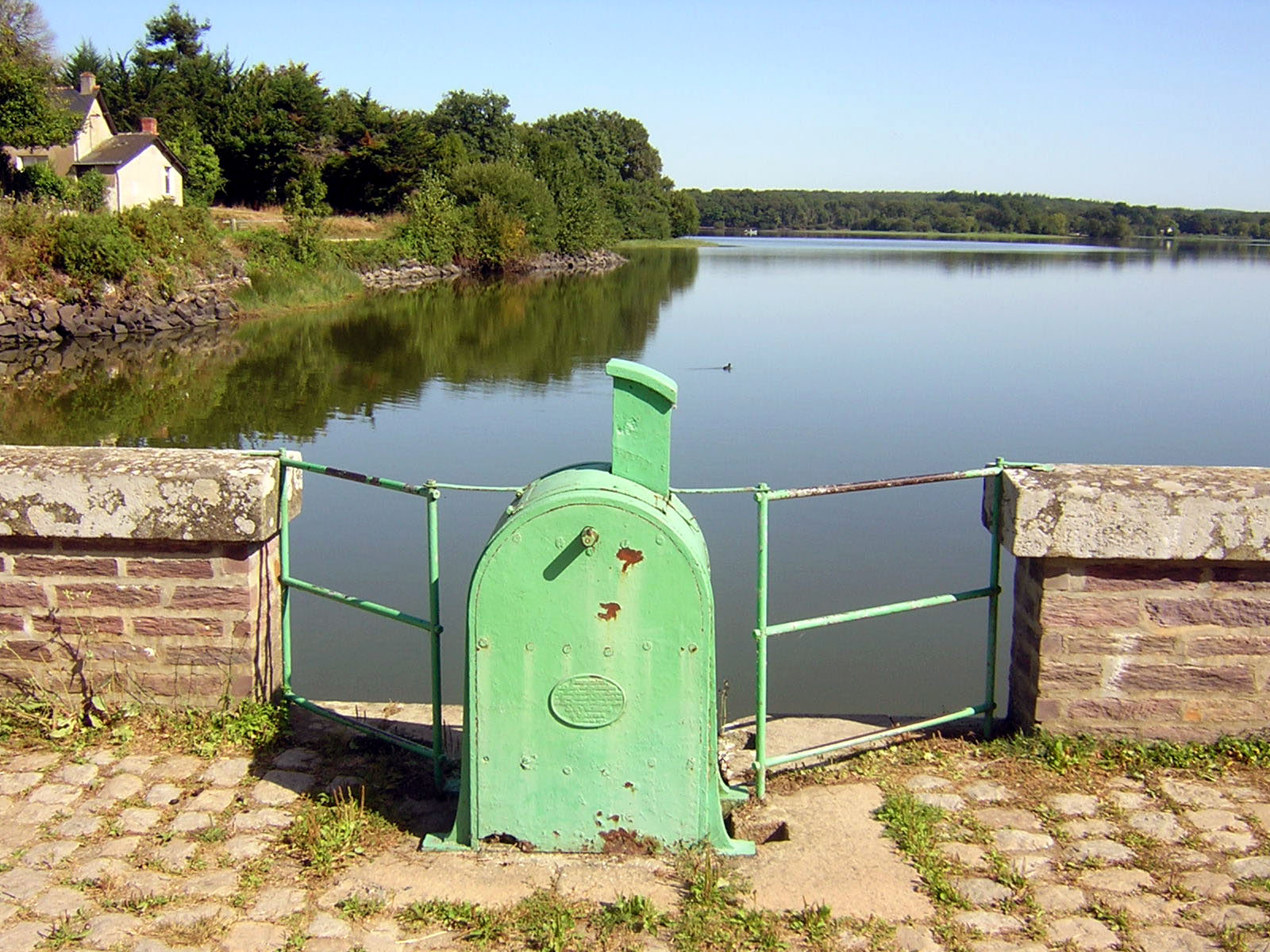
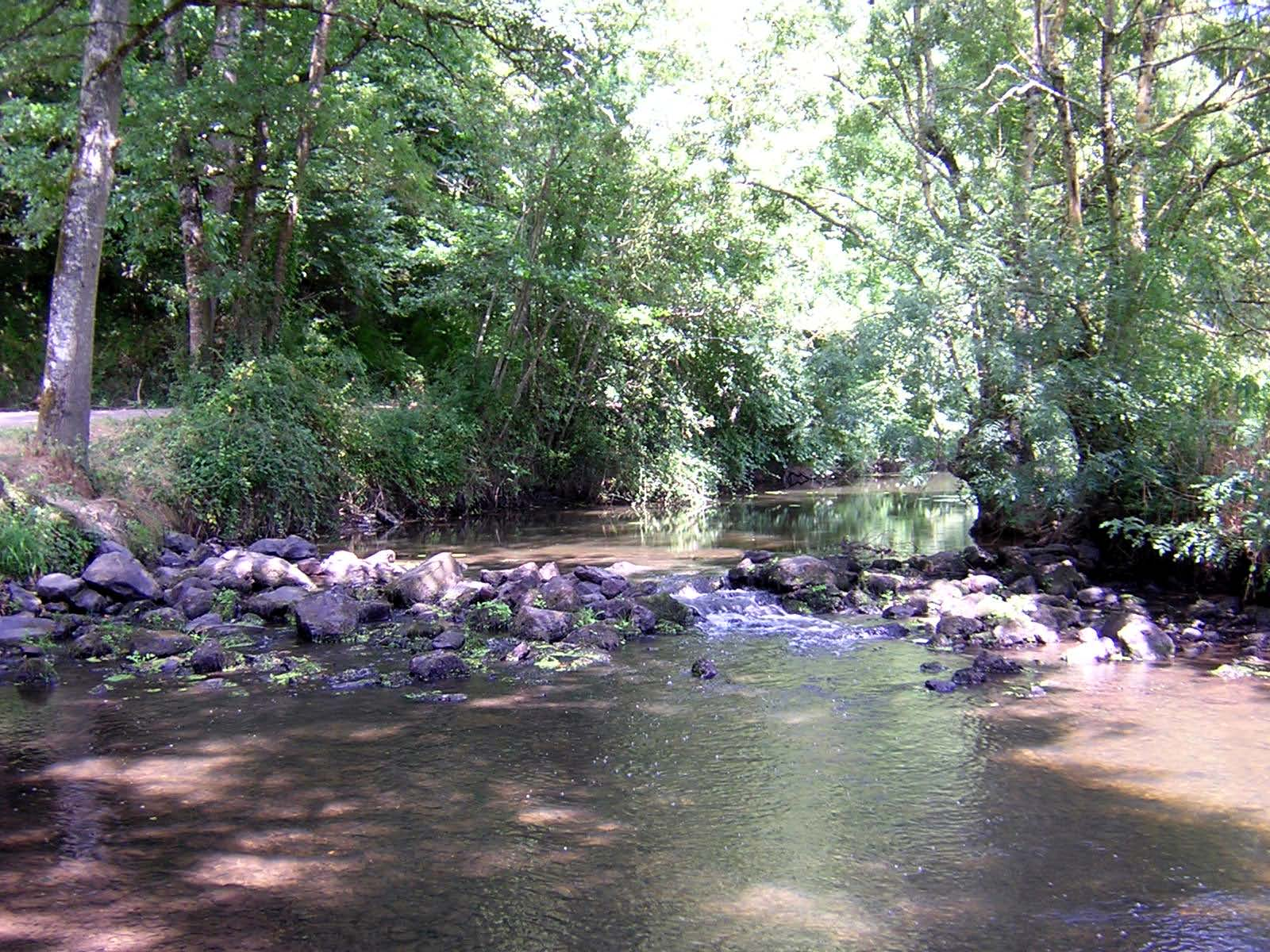
Le gué de la Roche qui a pris ce nom de l'ancienne baronnie de La Roche[107].
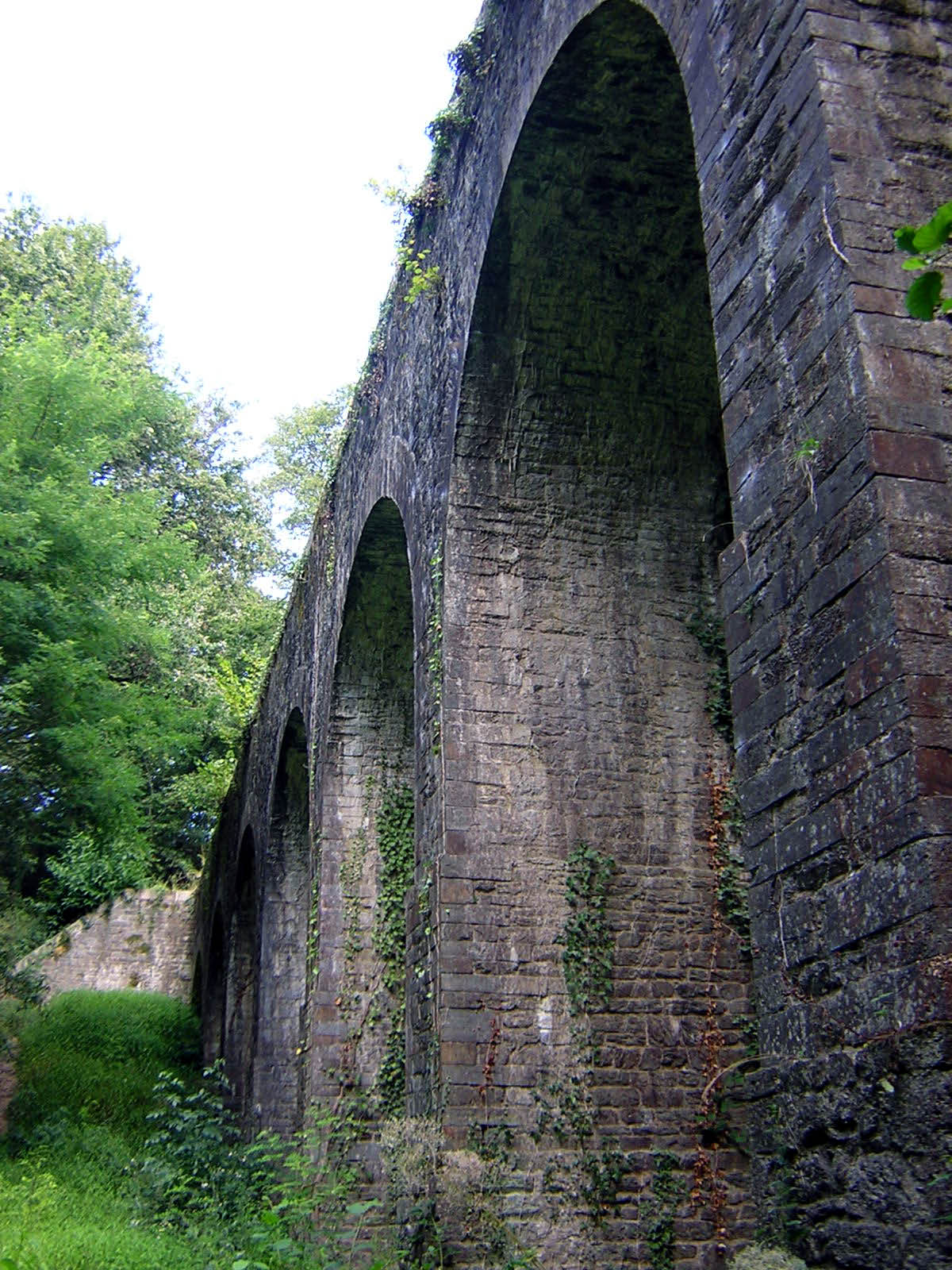
Les arcades du Gué de la Roche[108].
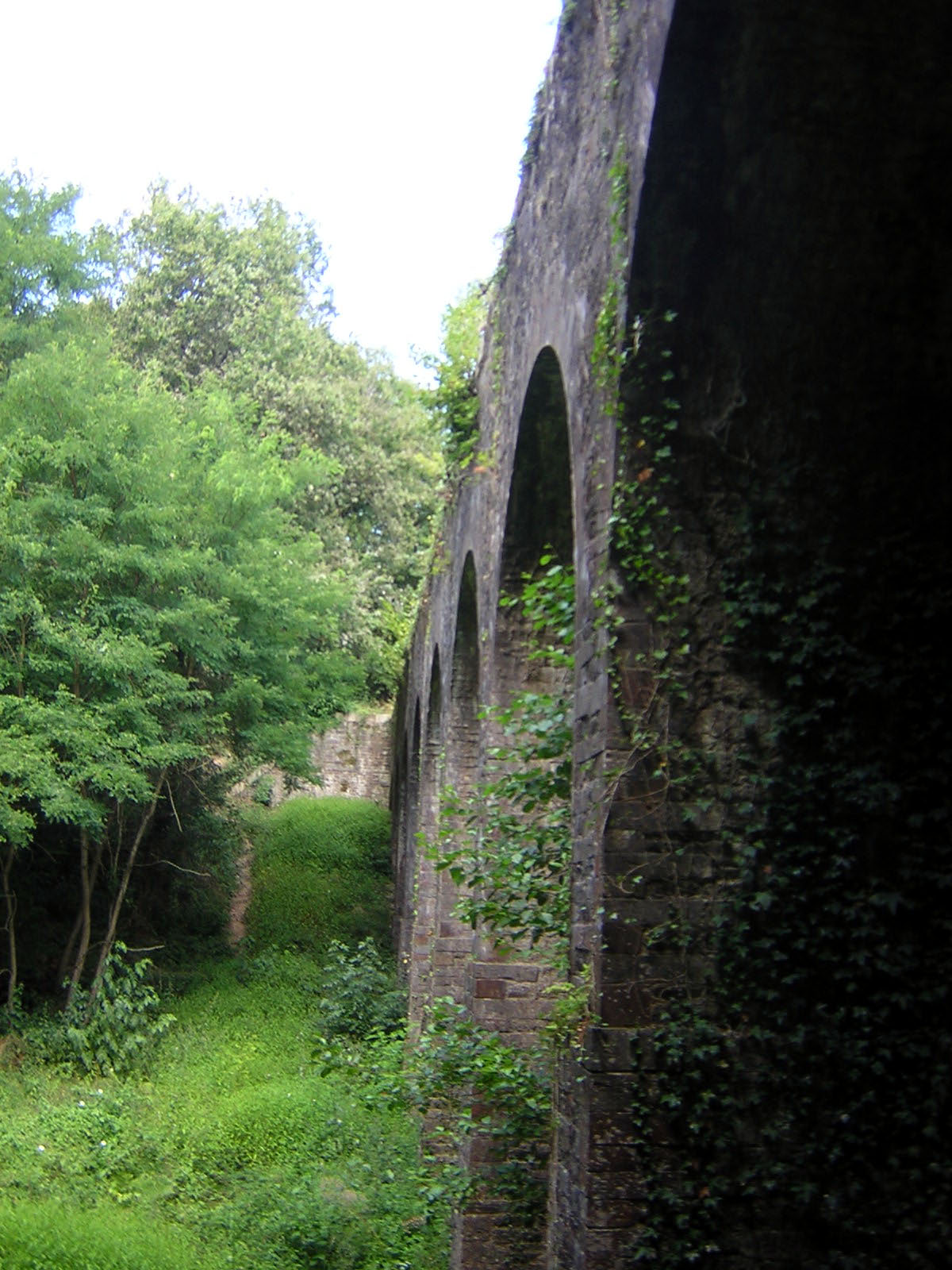
Les arcades du Gué de la Roche[108].
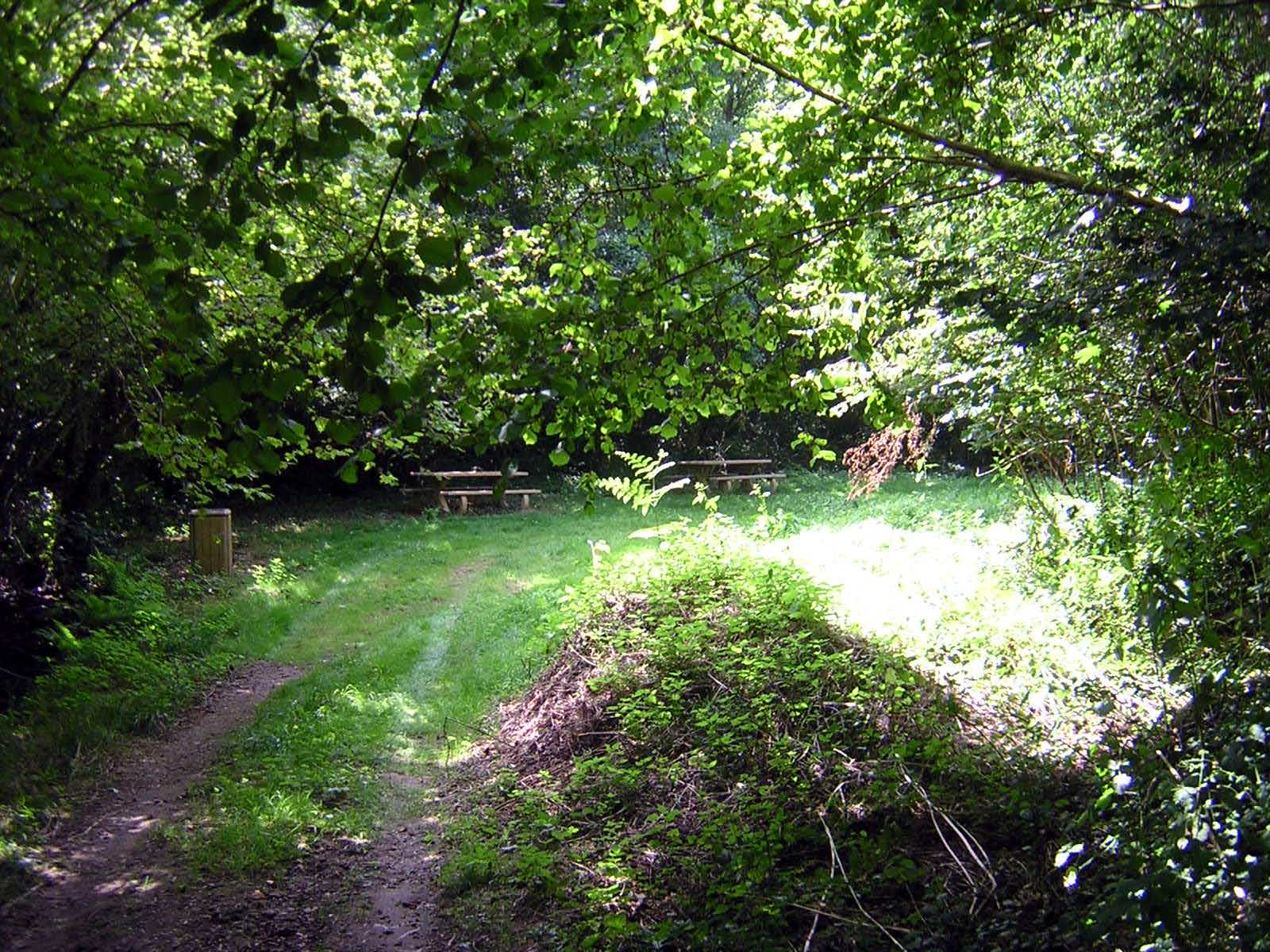
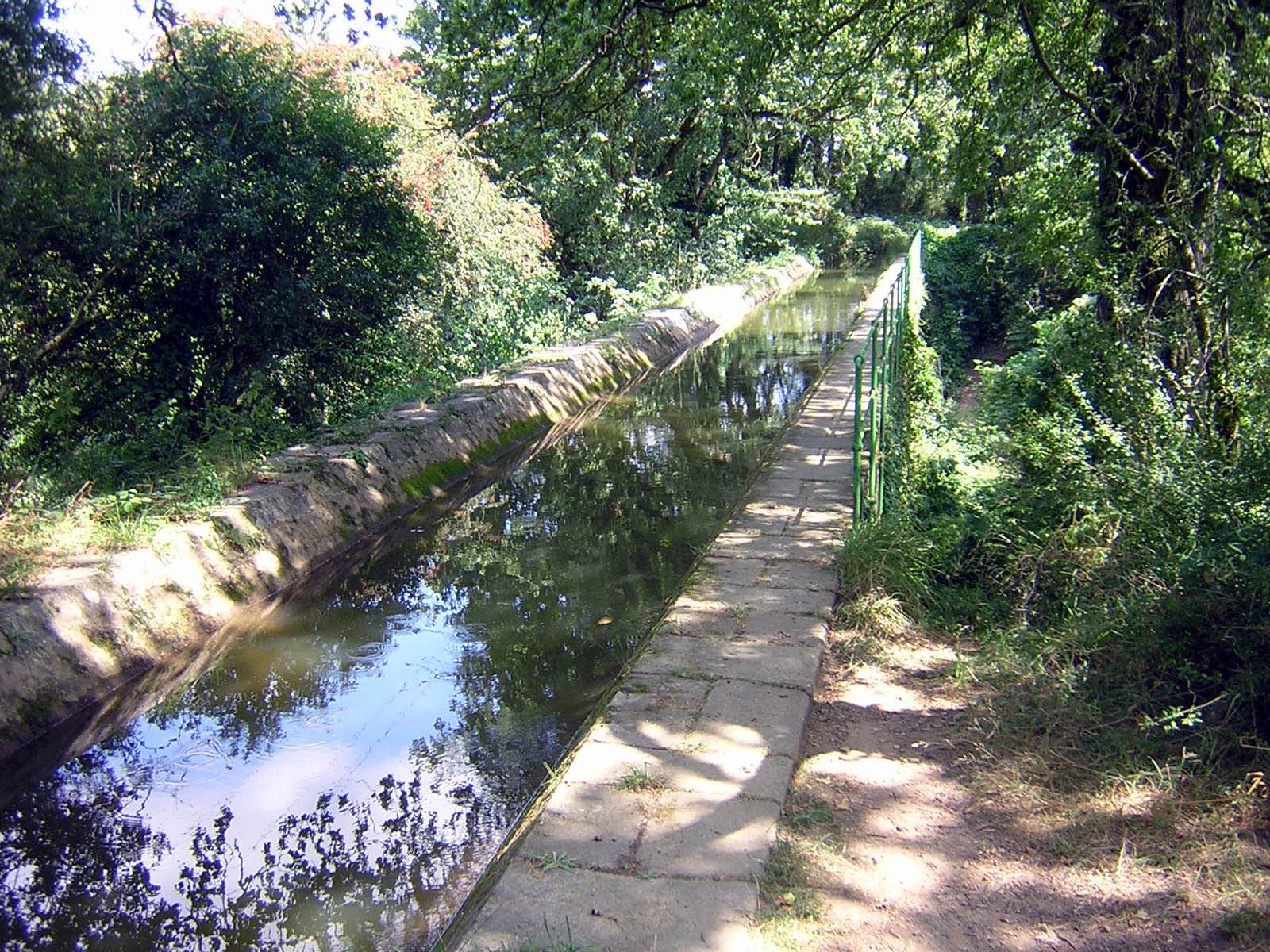
Les arcades du Mesnil[108].
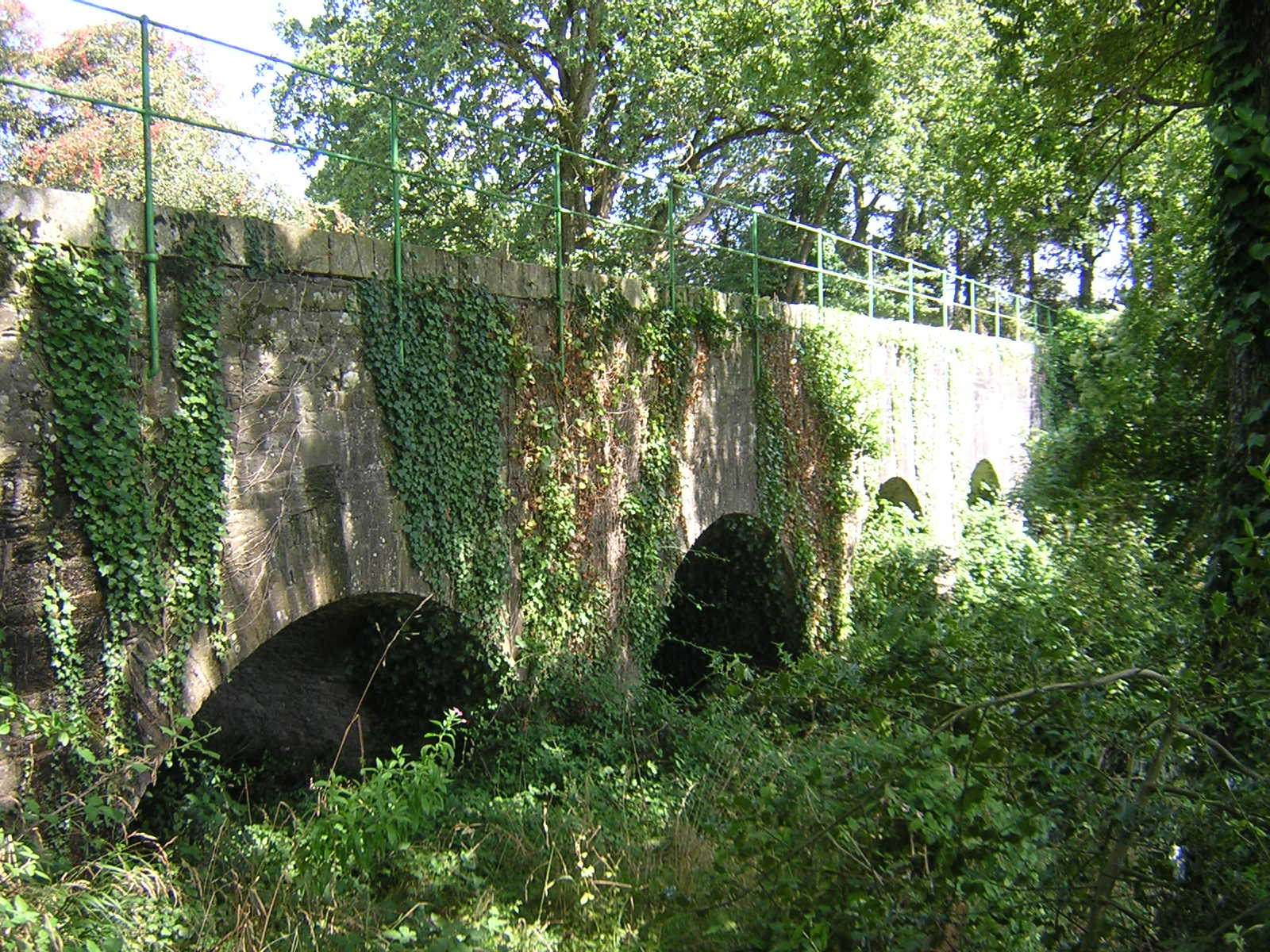
Les arcades du Mesnil[108].
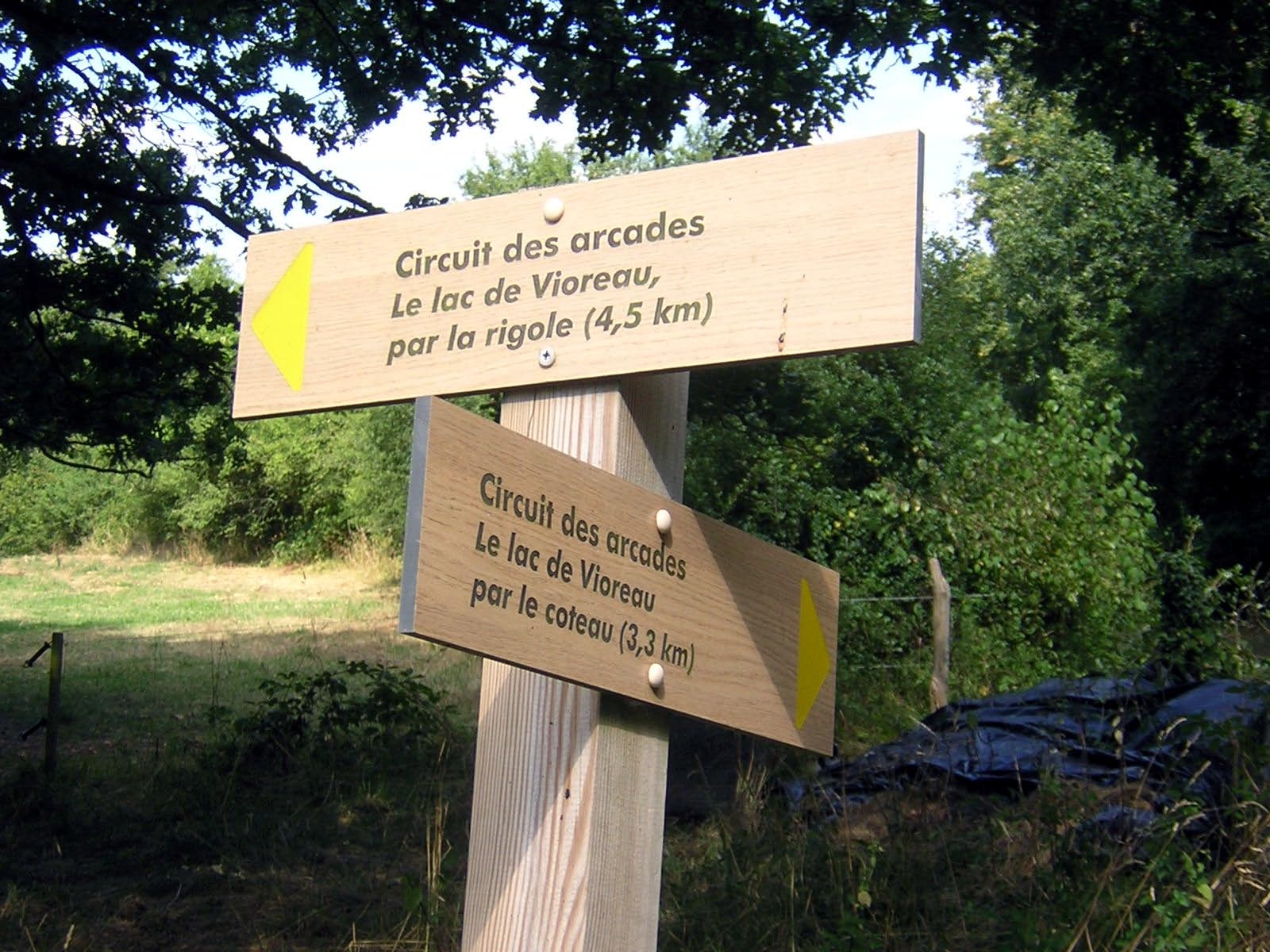

##### Château de Lucinière

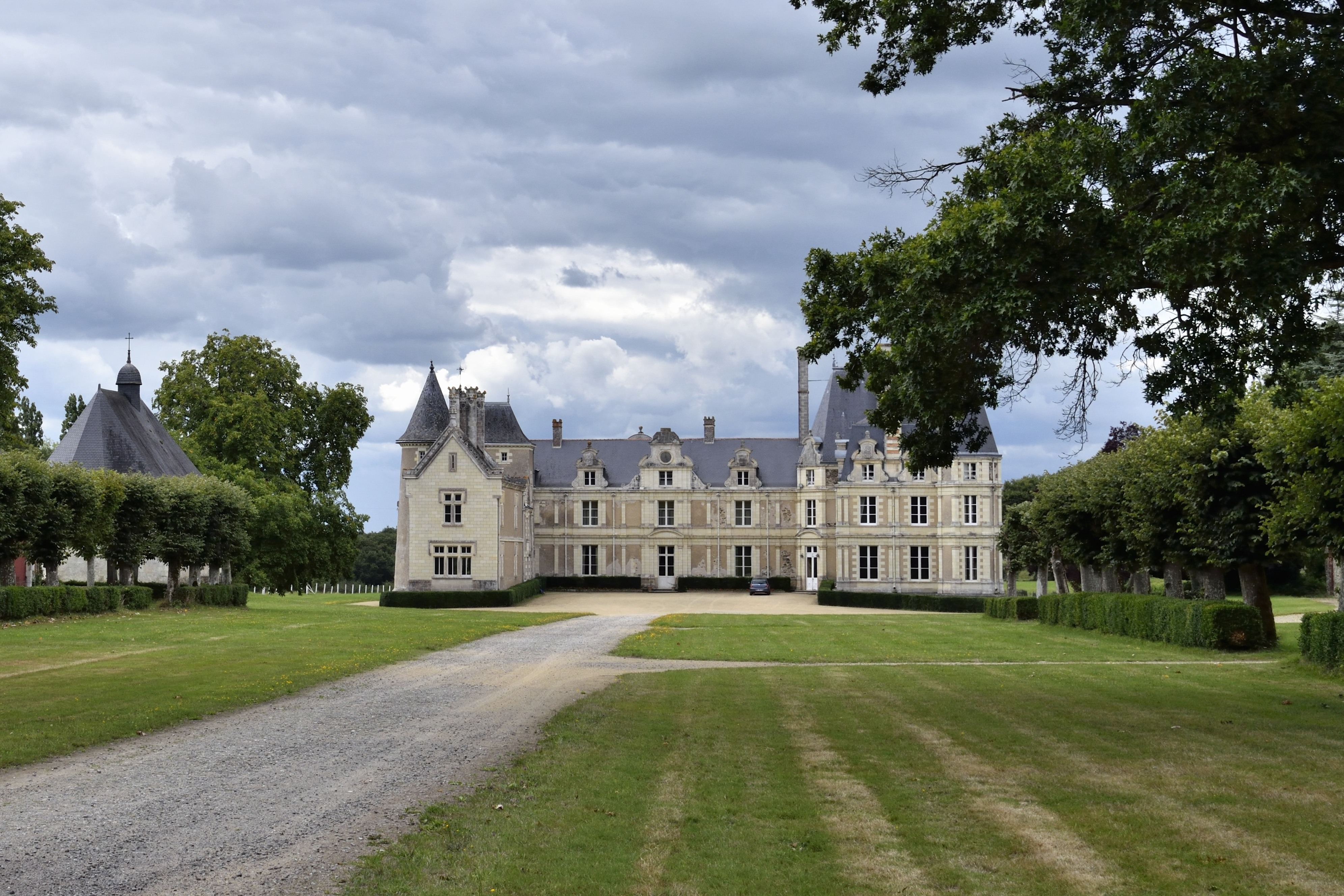
Le château de Lucinière de face.

Le château de Lucinière fait l'objet d'un classement au titre des monuments historiques depuis 9 décembre 1985. Il date des XIVe – XIXe siècle. Sa chapelle, son orangerie, sa salle à manger et son décor intérieur sont des monuments historiques depuis cette date.
Les avenues du château ont été élaborées par André Le Nôtre, jardinier du parc royal de Versailles.

##### Château de La Chauvelière

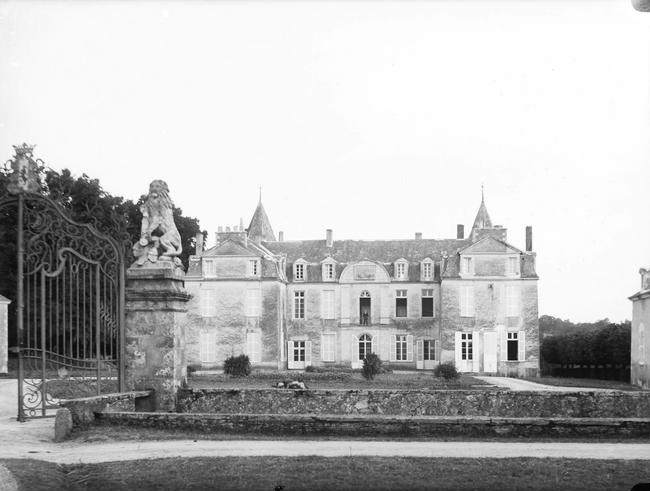
Le château de la Chauvelière.

Le château de la Chauvelière, XVIIe – XIXe siècle, a appartenu au chancelier de Bretagne. Durant la Révolution, le château est la propriété de la famille de Goüyon, laquelle élève au nord-ouest du château une chapelle dédiée à saints Donatien et Rogatien au bord d'une fontaine miraculeuse. À l'intérieur se trouvait un gisant ou une statue représentant la Viorelle. Tombée en ruine, elle fut remplacée par la croix de Choizeaux. La Chauvelière avait son propre moulin à eau, puis moulin à vent, à La Mouzinière.

#### Monuments religieux
Il y a deux églises à Joué-sur-Erdre :
- l’église Saint-Léger de Joué qui fut édifiée en 1883[8]. La nef date du XIXe siècle. Cette église en remplace une autre qui se dressait sur la route allant de Nantes à Châteaubriant. Elle fut édifiée à l'initiative de l'abbé Lebaupin. La bénédiction de la première pierre eut lieu le 15 avril 1883. Le clocher abrite quatre cloches bénites le 3 septembre 1889 par l'évêque de Nantes. À l'intérieur se trouve un orgue, œuvre du Nantais Gloton qui date de 1920 et qui possède 600 tuyaux, des statues de saint Léger et saint Nicolas œuvre du sculpteur Robinot-Bertrand (datant de 1805). Les verrières du transept sont l'œuvre de M. Uzureau et datent de 1949. Le vitrail du baptême de Clovis date de 1912. La Pietà, quant à elle, est l'œuvre du sculpteur Jean Fréour[8]. L'église conserve un ornement liturgique réalisé par l'atelier de broderie de la maison Évellin et livré en 1931, composé d'une chasuble, deux étoles, une manipule, une dalmatique, un voile de calice, une bourse de corporal et une tunique. Cet ensemble est classé au titre objet des monuments historiques[110].
- l’église de Notre-Dame-des-Langueurs (ou Notre-Dame de la Pitié) datant du début du XXe siècle (située à 6 kilomètres de Joué-sur-Erdre, dans le bourg de Notre-Dame-des-Langueurs), qui abrite trois statues retrouvées en 1637. La nef date du XIXe siècle[8].

La ville abrite aussi la croix de Choizeau, datant du XIXe siècle et édifiée par le comte de Goyon, qui commémore une chapelle aujourd'hui disparue et qui était dédiée à saints Donatien et Rogatien ; et la croix de l'Auvinière, datant de 1920.

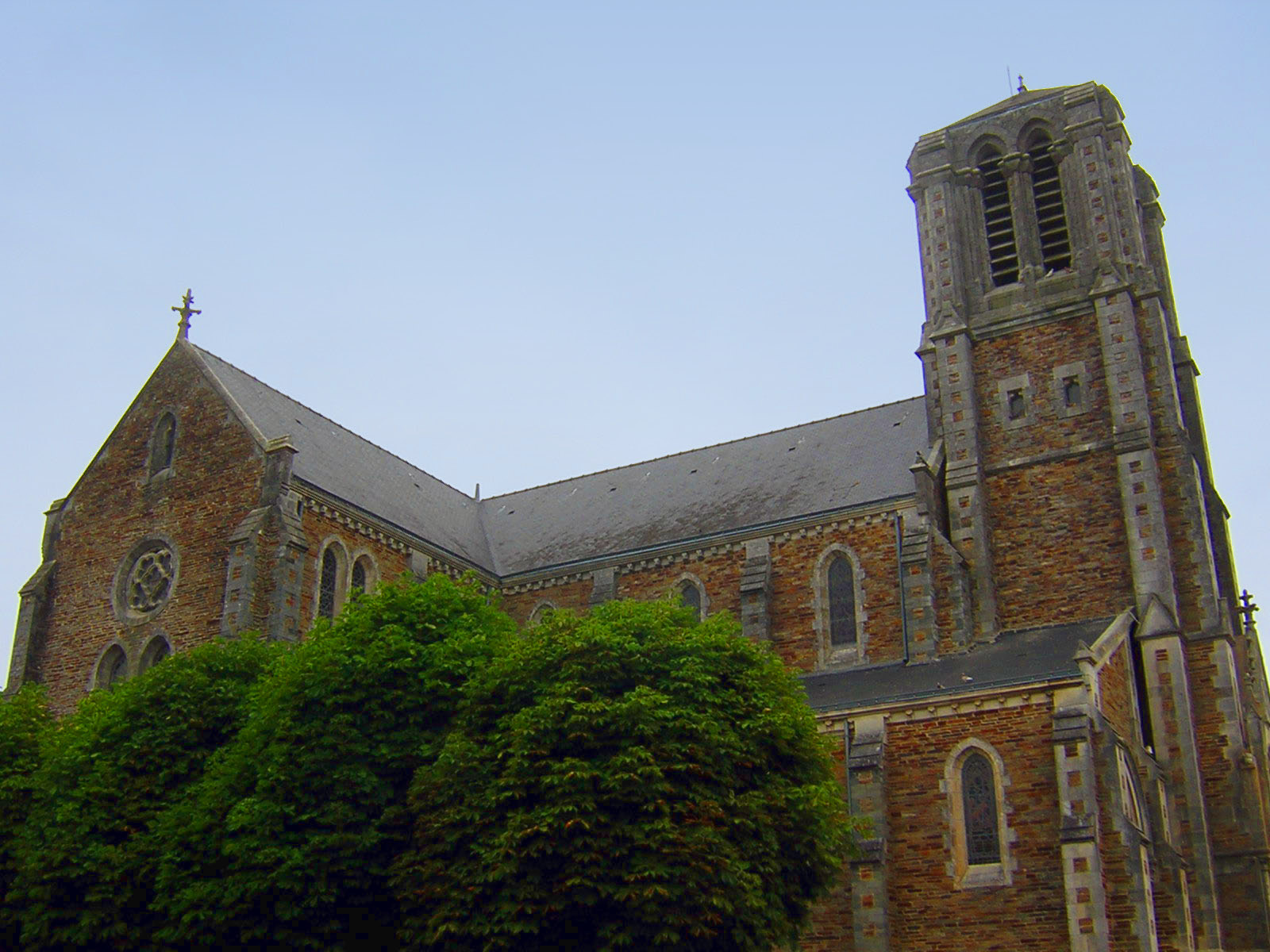
L'église Saint-Léger.
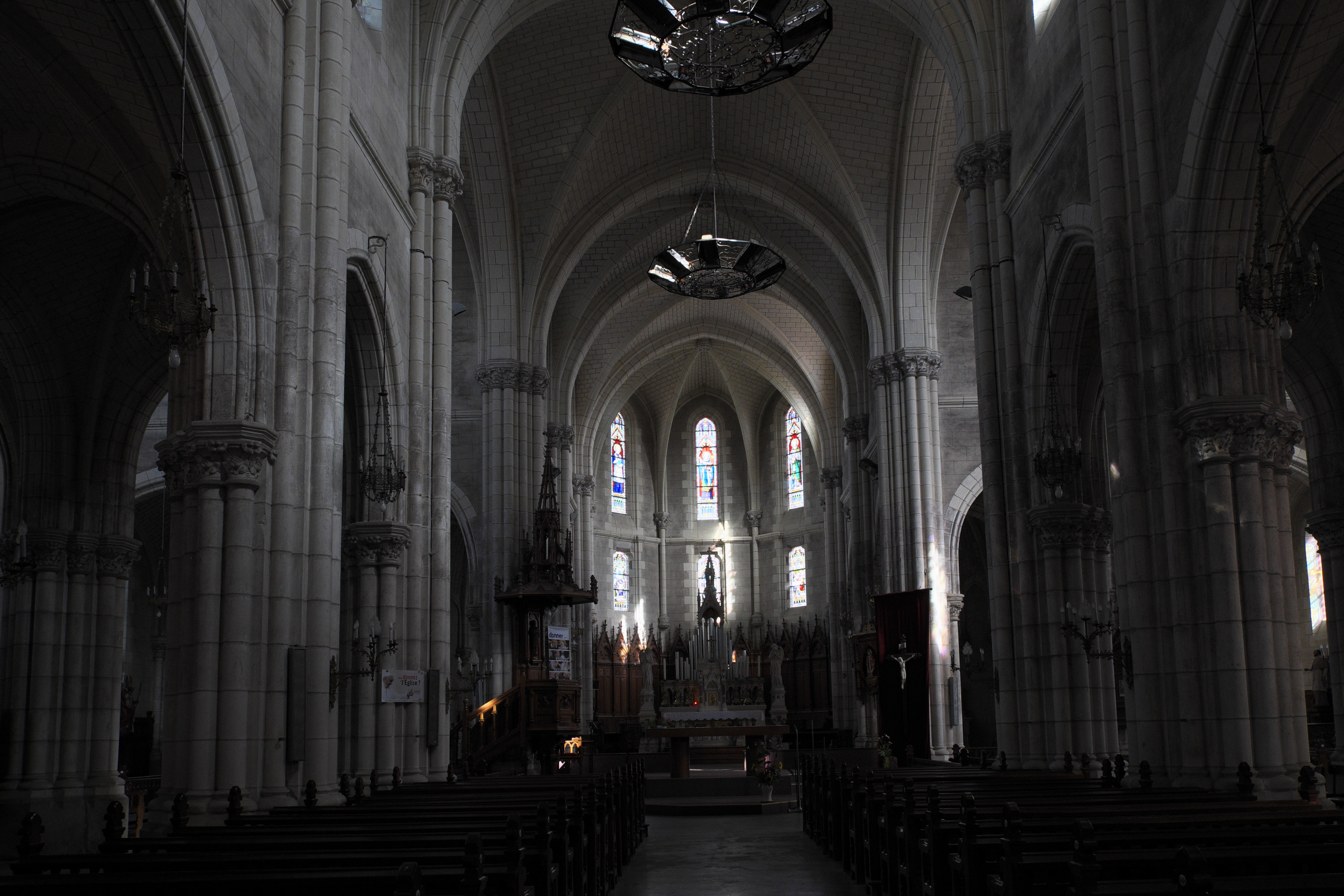
Intérieur de l'église Saint-Léger.
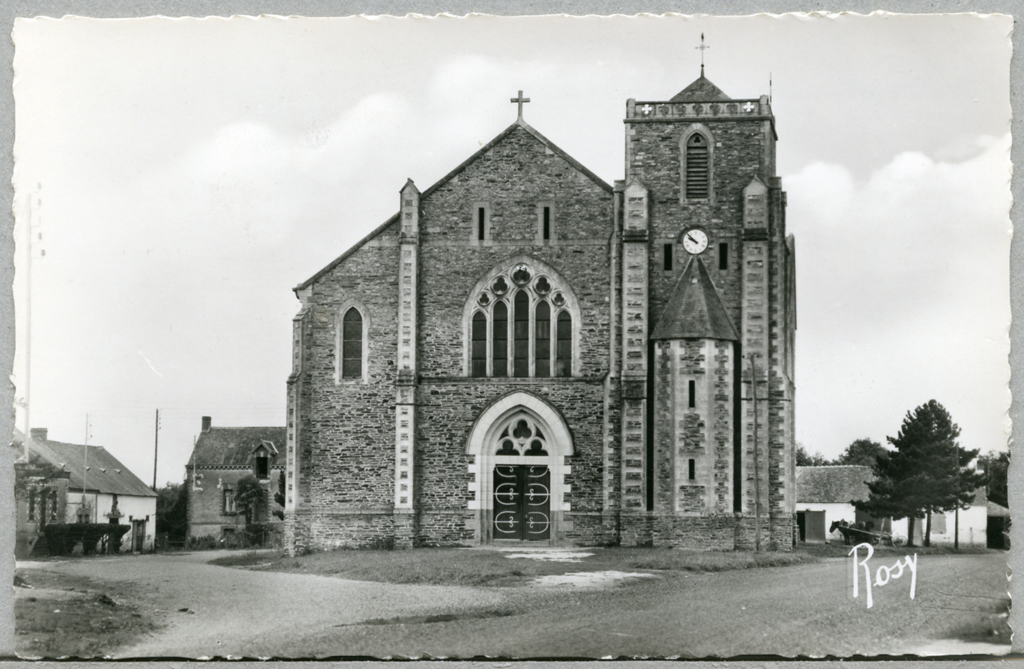
L'église de Notre-Dame-des-Langueurs.
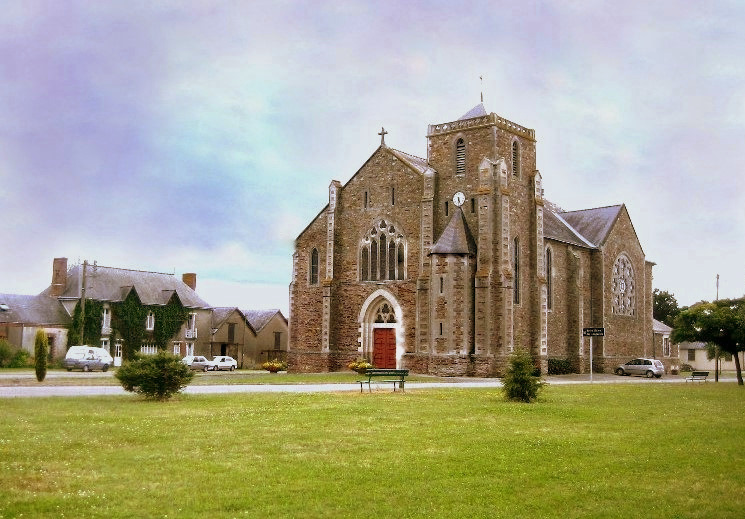
L'église de Notre-Dame-des-Langueurs en 2007.
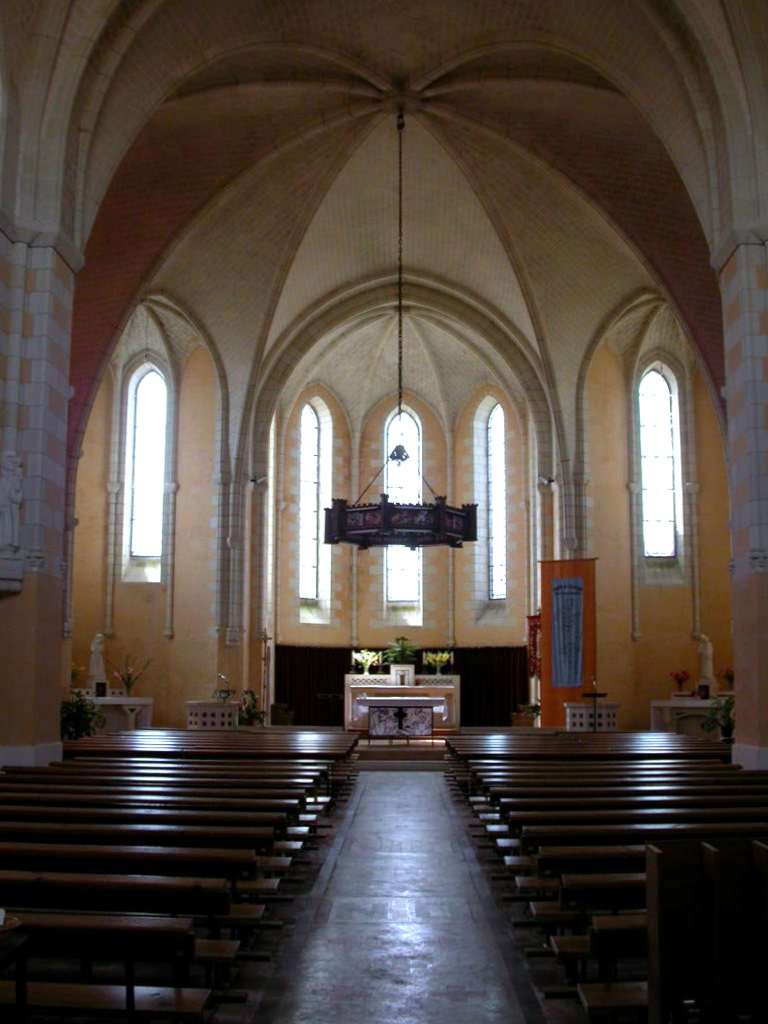
L'église de Notre-Dame-des-Langueurs, intérieur.

### Langue
La langue traditionnelle de Joué est le gallo, une langue d'oïl.

### Manifestations et festivités
Un marché est installé tous les jeudis après-midi de 16 heures à 20 heures sur la place Mazureau. Avant mars 2013, le marché se déroulait le matin.
Chaque année la ville célèbre le « Pardon ».
L'édition 1844-1846 du Dictionnaire géographique, historique, industriel et commercial de toutes les communes de la France signale la présence de foires les 25 mars, 6 juin, 26 juillet, 2 octobre et la veille du dimanche des rameaux.

### Emblème: héraldique et logotype

Logo de Joué-sur-Erdre.

| Blason | Blasonnement : D'or à la bande ondée d'azur. Commentaires : la bande ondée évoque l'Erdre. |

Le logotype fut adopté lors du conseil municipal du 2 mai 2011. Le triangle vert représenterait la fôret et la campagne, le bleu serait l'Erdre ainsi que le Grand réservoir de Vioreau, le rond représente l'unité et le trait orangé représente la route principale ainsi que les sentiers de la commune.

### Espaces verts

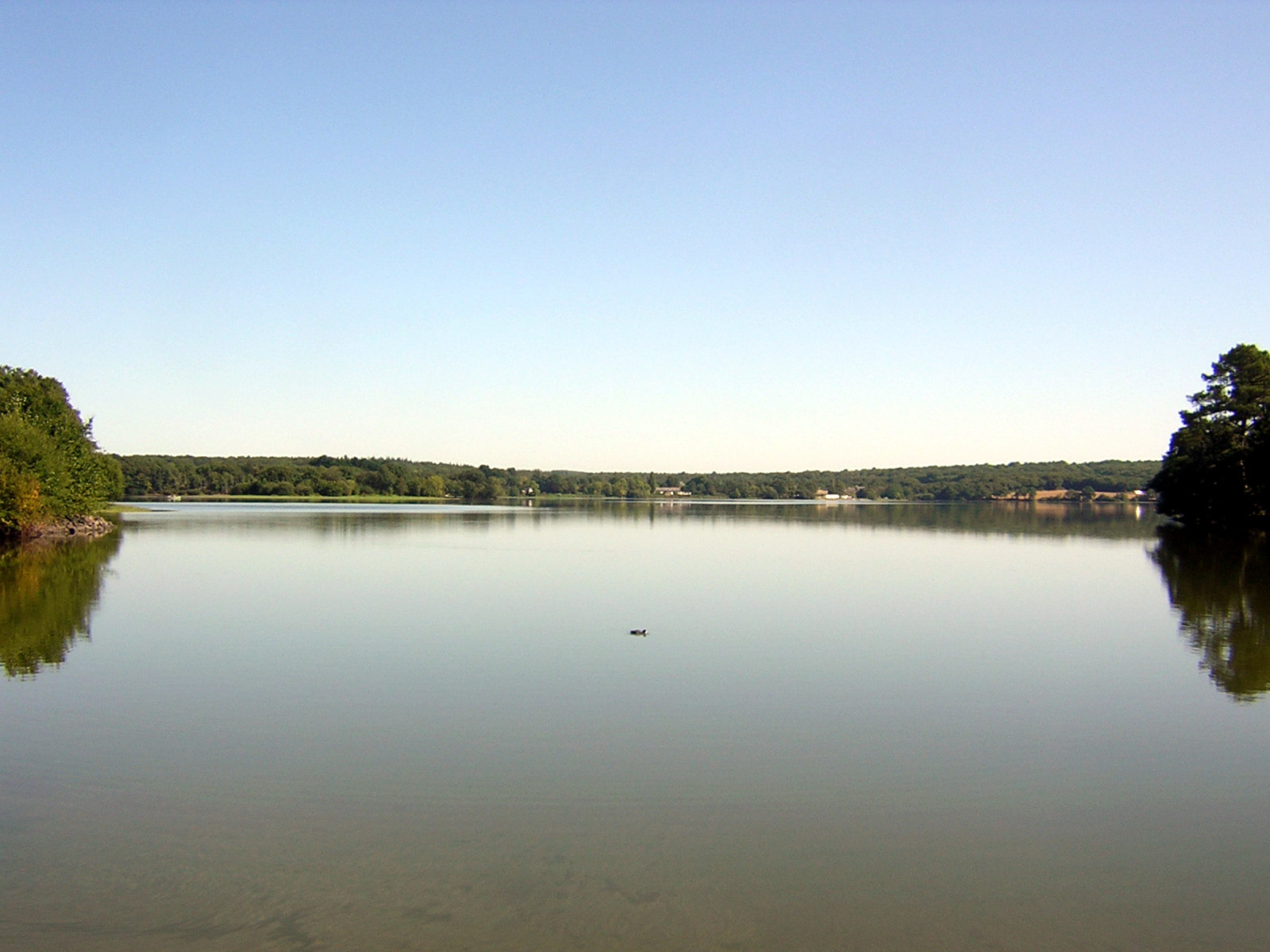
Le lac de Vioreau.

Joué-sur-Erdre possède deux lacs, le lac de Vioreau et le « Petit Vioreau » de 32 hectares qui, de par leur vocation première, permettent la régulation de l’eau du canal de Nantes à Brest. Ces deux lacs sont entourés par la Forêt de Vioreau. Joué-sur-Erdre est surnommé le « poumon vert » du pays d'Ancenis.

### Personnalités liées à la commune
- Charles VIII y campa en compagnie de Anne de France.
- Adolphe Le Gualès de Mézaubran (1886-1944), maire de Joué et Justes parmi les Nations (au même titre que sa femme).
- la famille Bonamy, notamment Francesco.
- Françoise de Foix, maîtresse de François Ier. De 1515 à 1525, elle s'est isolée au manoir de Vioreau où une meute était entretenue. Elle y faisait des randonnées à cheval, accompagnée de lévriers. Elle revit le roi en 1532 lors de l'union de la Bretagne à la France.
- Charles IX et Catherine de Médicis, invités par le connétable de Montmorency, ont passé la nuit du 15 octobre 1565 au 16 octobre 1565 au château de Vioreau.
- André Le Nôtre, jardinier du roi, a élaboré les avenues du château de Lucinière.
- Robert Chancerelle (1808-1868), fondateur de la plus ancienne presse à sardine encore en activité et de Chancerelle (la conserverie Connétable), y est né[114].
- Hippolyte de Cornulier-Lucinière (1809-1886), militaire et homme politique français
- René de Cornulier (1811-1886), officier de marine et un homme politique français, d'orientation monarchiste, né au château de Lucinière.
- Pierre Rialland, résistant[115].